# Autovía del Mediterráneo
La autovía del Mediterráneo o A-7 es una autovía española perteneciente a la Red de Carreteras del Estado que empieza en Algeciras y finaliza en Barcelona. En la nomenclatura de la Red de Carreteras Europeas es el tramo español de la E-15.
La autovía es competencia del Ministerio de Transportes, Movilidad y Agenda Urbana, excepto el tramo Villavieja-Villanueva de Alcolea, que pertenece a la Generalidad Valenciana y tiene la denominación CV-10 (autovía de La Plana).
El recorrido de la autovía se encuentra completado en su mayor parte, con la excepción de ciertos tramos a lo largo de su trazado. La parte que sufre más retrasos (febrero de 2017) es la conexión entre Castellón y Hospitalet del Infante.

## Historia

Señal de confirmación de la autovía del Mediterráneo A-7

La A-7 es la nomenclatura que recibe la carretera N-340 convertida en autovía. La N-340 inicia su recorrido en Cádiz y finaliza en Barcelona. Sin embargo, la A-7 inicia su recorrido en Algeciras y finaliza en Barcelona. Por tanto, hay un tramo en el que la N-340 no ha sido renombrada como A-7 sino como A-48; se trata del tramo entre Algeciras y Cádiz (aunque aún falta por completarse el tramo Vejer de la Frontera-Algeciras).
Los tramos de esta autovía inaugurados antes de 2003 fueron llamados en un principio como N-340, ya que hasta ese momento todas las autovías gratuitas que se construían como ampliación a itinerarios ya existentes eran nombrados como la carretera nacional que iba paralela, excepto el tramo que va de Alicante a Murcia y la Circunvalación de Valencia, que fueron concebidos como una continuación de la autopista de peaje A-7, ahora AP-7, por lo que desde que se inauguraron estos tramos a finales de los 80 se llaman A-7.
Tras el cambio de denominación en 2003 todos los tramos gratuitos que seguían este recorrido pasaron de llamarse N-340 a A-7, (excepto el de Alicante a Murcia y el By-pass de Valencia que siguen como A-7); y los de peaje de A-7 a AP-7.
En la actualidad quedan por construir más de 320 km del trazado de esta autovía. Aunque la parte sur ya fue completada (último tramo abierto en octubre de 2015), sin embargo la parte norte de la autovía (desde el aeropuerto de Castellón hasta Barcelona) sufre un importante retraso. No existe previsión de completar el trazado de la autovía en ninguna fecha próxima, siendo incierto su futuro debido a la no renovación de la concesión de la AP-7 entre Tarragona y Alicante el 1 de enero de 2020, y entre Tarragona y la frontera francesa el 31 de agosto de 2021.

## Tramos

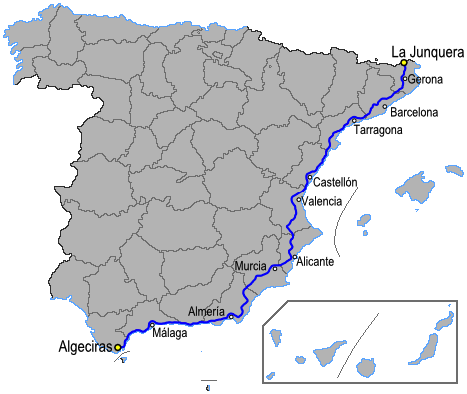
Mapa general.

| Denominación  | Tramo | Kilómetros                          | Año servicio / Estado (2025) |
| ------------- | --- | ----------------------------------- | --- |
|               | Variante exterior de Algeciras Tramo: Algeciras Sur N-340 - Los Barrios A-381 | 10                                  | En estudio informativo (pendiente licitación de proyecto) |
| E-15 A-7      | Variante de Algeciras Tramo urbano con semáforos: Algeciras Sur N-350 - Algeciras Norte N-357 | 4,5                                 | 1992 |
| E-15 A-7      | Algeciras Norte N-357 - Río Palmones Tramo urbano con semáforos Remodelación y mejora acceso Norte | 2 1                                 | 1990 Aprobado definitivamente proyecto |
| E-15 A-7      | Río Palmones - Guadarranque Tramo original Remodelación enlace A-381 en Los Barrios Tramo ampliado | 6,5 2,2 6,5                         | 2 carriles por sentido: 1990 2006 3 carriles por sentido: En redacción de proyecto |
| E-15 A-7      | Guadarranque - San Roque Tramo original Tramo ampliado | 4 4,5                               | 2 carriles por sentido: 1990 3 carriles por sentido: En redacción de proyecto |
| E-15 A-7      | San Roque - Guadiaro AP-7 | 14,5                                | 1997 |
| A-7           | Variante de Torreguadiaro Tramo con rotondas: Guadiaro AP-7 - Urbanización San Diego (San Roque) Mejora y/o ampliación del tramo | 2,7 2,7                             | 2002 Estudio informativo licitado |
| A-7           | Urbanización San Diego (San Roque) - Estepona Oeste Tramo urbano con rotondas Remodelación enlace de Torreguadiaro ( AP-7 ) Mejora y/o ampliación del tramo | 15,4 - 15,4                         | 2002 En redacción de proyecto Estudio informativo licitado |
| E-15 A-7      | Variante de Estepona Tramo original: Estepona Oeste - Enlace AP-7 Tramo ampliado: Estepona Oeste - Enlace AP-7 Tramo: Enlace AP-7 - Estepona Este Mejora y/o ampliación del tramo | 2 4,9 6,9                           | 1 carril por sentido: 1993 2 carriles por sentido: 2002 1993 Estudio informativo licitado                                                                                               |
| A-7           | Estepona Este - Marbella Oeste Tramo original: Estepona Este - Marbella Oeste Remodelación original: Estepona Este - Marbella Oeste Soterramiento de San Pedro Alcántara Remodelación: Enlace A-397 - Marbella Oeste Mejora y/o ampliación del tramo | 17,2 1,2 3,3 17,2                   | 1969 1991 2012 2009 Estudio informativo licitado |
| E-15 A-7      | Variante de Marbella Tramo original: Marbella Oeste - Marbella Este Tramo ampliado: Marbella Noroeste AP-7 - Marbella Nordeste AP-7 Mejora y/o ampliación del tramo | 11,8 5,5 11,8                       | 2 carriles por sentido: 1993 3 carriles por sentido: 2003 Estudio informativo licitado                                                                                                  |
| A-7           | Marbella Este - Fuengirola Sur Tramo original Remodelación Mejora y/o ampliación del tramo | 24 24                               | 1969 1990 Estudio informativo licitado |
| A-7           | Variante de Fuengirola Tramo original: Fuengirola Sur - Los Pacos (Fuengirola Norte) Tramo ampliado: Fuengirola Sur - Los Pacos (Fuengirola Norte) Mejora y/o ampliación del tramo | 3,8 3,8                             | 1 carril por sentido: ¿1978? 2 carriles por sentido: 1990 Estudio informativo licitado                                                                                                  |
| E-15 A-7 AP-7 | Variante de Benalmádena Tramo: Los Pacos (Fuengirola Norte) - La Colina (Torremolinos Norte) MA-20 Mejora y/o ampliación del tramo | 18 18                               | 1992 Estudio informativo licitado |
| A-7           | Fuengirola Norte - Torremolinos Norte (antiguos tramos) Tramo original: Los Pacos (Fuengirola Norte) - Urbanización Torreblanca Tramo ampliado: Los Pacos (Fuengirola Norte) - Urbanización Torreblanca Tramo: urbanización Torreblanca - Urbanización Torrequebrada Tramo: urbanización Torrequebrada - Torremolinos Sur Tramo original: Variante de Torremolinos Tramo ampliado: Variante de Torremolinos Mejora y/o ampliación del tramo | 1,2 6 4,4 5 16,6                    | 1 carril por sentido: ¿1978? 2 carriles por sentido: 1990 1989 1991 1 carril por sentido: 1972 2 carriles por sentido: 1988 Estudio informativo licitado                                |
| MA-20         | Málaga por la Ronda Oeste (antiguos tramos) Tramo original: La Colina (Torremolinos Norte) A-7 - Azucarera (Málaga Oeste) Tramo ampliado: La Colina (Torremolinos Norte) A-7 - Azucarera (Málaga Oeste) Tramo original: Azucarera (Málaga Oeste) - Enlace A-357 Tramo original: Enlace A-357 - Enlace Hiperronda de Málaga A-7 Tramo ampliado: Azucarera (Málaga Oeste) - Enlace Hiperronda de Málaga A-7 | 5,9 2,9 4,4 7,3                     | 2 carriles por sentido: 1993 3 carriles por sentido: Sometida a información pública 2 carriles por sentido: 1984 2 carriles por sentido: 1992 3 carriles por sentido: 1996              |
| E-15 A-7      | Circunvalación Oeste-Este de Málaga Tramo Hiperronda: Torremolinos Norte - Enlace A-7052 Tramo Hiperronda: Enlace A-7052 - Enlace A-357 Tramo Hiperronda: Enlace A-357 - Puerto de la Torre AP-46 Tramo Hiperronda: Puerto de la Torre AP-46 - Palma-Palmilla MA-20 Tramo original (Ronda Oeste): Palma-Palmilla MA-20 - Ciudad Jardín A-45 Tramo ampliado: Palma-Palmilla MA-20 - Ciudad Jardín A-45 Tramo original (Ronda Este): Ciudad Jardín A-45 - Miraflores Alto MA-24 Tramo ampliado: Ciudad Jardín A-45 - Peinado Grande Tramo ampliado provisional: Peinado Grande - Miraflores Alto MA-24 Tramo ampliado completo: Peinado Grande - Miraflores Alto MA-24 | 6,1 3,9 5,1 6,3 1,8 7,9 2,3 3,1 5,4 | 2011 2010 2 carriles por sentido: 1992 3 carriles por sentido: 1996 2 carriles por sentido: 1992 3 carriles por sentido: 2005 3 carriles por sentido: 2011 3 carriles por sentido: 2012 |
| MA-24         | Málaga por la Ronda Este (antiguos tramos) Tramo: Miraflores Alto (Málaga Este) A-7 - El Candado (Málaga Este) Tramo: El Candado (Málaga Este) - La Cala del Moral Oeste Tramo: La Cala del Moral Oeste - La Cala del Moral Norte A-7 | 2,9 1,8 1,7                         | 1992 1989 1990 |
| E-15 A-7      | Miraflores Alto (Málaga Este) MA-24 - La Cala del Moral MA-24 | 5,1                                 | 2003 |
| E-15 A-7      | La Cala del Moral MA-24 - Rincón de la Victoria | 6,9                                 | 1990 |
| E-15 A-7      | Rincón de la Victoria - Algarrobo | 19,4                                | 1998 |
| E-15 A-7      | Algarrobo - Torrox | 7,8                                 | 2000 |
| E-15 A-7      | Torrox - Frigiliana | 6,8                                 | 2001 |
| E-15 A-7      | Frigiliana - Nerja | 4,1                                 | 2000 |
| E-15 A-7      | Nerja - La Herradura | 9,5                                 | 2007 |
| E-15 A-7      | La Herradura - Almuñécar (Taramay) | 9,1                                 | 2009 |
| E-15 A-7      | Almuñécar (Taramay) - Lobres (Salobreña) | 7,8                                 | 2014 |
| E-15 A-7      | Lobres (Salobreña) - Guadalfeo GR-14 | 2,3                                 | 2014 |
| E-15 A-7      | Guadalfeo GR-14 - La Gorgoracha A-44 | 3,7                                 | 2008 |
| E-15 A-7      | La Gorgoracha A-44 - Puntalón (Motril) | 6                                   | 2015 |
| E-15 A-7      | Puntalón (Motril) - Carchuna | 6,1                                 | 2014 |
| E-15 A-7      | Carchuna - Castell de Ferro | 10,5                                | 2015 |
| E-15 A-7      | Castell de Ferro - Castillo de Baños (Polopos) | 3,6                                 | 2005 |
| E-15 A-7      | Castillo de Baños (Polopos) - Albuñol | 14,9                                | 2014 |
| E-15 A-7      | Albuñol - Adra Oeste | 10,5                                | 2007 |
| E-15 A-7      | Variante de Adra Tramo original: Adra Oeste - Adra Este Tramo ampliado: Adra Oeste - Adra Este | 9,1 9,1                             | 1 carril por sentido: 1992 2 carriles por sentido: 1995 |
| E-15 A-7      | Adra Este - El Parador/La Mojonera | 28,4                                | 1995 |
| E-15 A-7      | El Parador/La Mojonera - Almería Oeste | 30                                  | 1995 |
| E-15 A-7      | Variante de Almería Tramo: Almería Oeste - Almería Este | 25,7                                | 1996 |
| E-15 A-7      | Almería Este - Venta del Pobre | 26,3                                | 1992 |
| E-15 A-7      | Venta del Pobre - Los Gallardos | 26,5                                | 1992 |
| E-15 A-7      | Los Gallardos - Río Almanzora | 31,7                                | 1992 |
| E-15 A-7      | Río Almanzora - Puerto Lumbreras | 26,5                                | 1992 |
| E-15 A-7      | Puerto Lumbreras - Alhama de Murcia | 52,5                                | 1993 |
| E-15 A-7      | Alhama de Murcia - Alcantarilla Tramo original Tramo ampliado | 13,5 13,5                           | 2 carriles por sentido: 1992 3 carriles por sentido: Aprobada definitiva información pública                                                                                            |
|               | Arco Norte (Subtramo A) Alcantarilla A-7 MU-30 - Molina de Segura A-30 | 8,4                                 | Proyecto terminado (pendiente licitación de obras) |
|               | Arco Norte (Subtramo B) Molina de Segura A-30 - Fortuna A-7 | 8,5                                 | Proyecto terminado (pendiente licitación de obras) |
| E-15 A-7      | Alcantarilla - Guadalupe de Maciascoque A-30 | 13,9                                | 1992 |
| E-15 A-7      | Guadalupe de Maciascoque A-30 - Cabezo de Torres | 6,8                                 | 1987 |
| E-15 A-7      | Cabezo de Torres - San Carlos Tramo provisional: Cabezo de Torres - San Carlos Tramo original: Cabezo de Torres - San Carlos Tramo ampliado: Orihuela - Monteagudo | 22 22                               | 2 carriles por sentido: 1989 3 carriles por sentido: Aprobada definitiva información pública                                                                                            |
| E-15 A-7      | San Carlos - Crevillente Tramo provisional: San Carlos - Crevillente Tramo completo: San Carlos - Crevillente Tramo ampliado: San Carlos - Enlace AP-7 Crevillente | 19,2 17                             | 2 carriles por sentido: 1989 3 carriles por sentido: En obras (conclusión en 2028 o 2029)                                                                                               |
| E-15 A-7      | Crevillente - Alicante Oeste | 18                                  | 1990 |
| A-70          | Circunvalación de Alicante Tramo: Alicante Oeste - Alicante Norte A-77 | 18,5                                | 1990 |
| A-77          | Alicante Norte A-70 - San Vicente del Raspeig AP-7 | 4,3                                 | 2007 |
| A-7           | San Vicente del Raspeig AP-7 - Rambla de Rambuchar | 6                                   | 1997 |
| A-7           | Rambla de Rambuchar - Castalla | 16,7                                | 2000 |
| A-7           | Castalla - Ibi | 22,5                                | 2002 |
| A-7           | Variante de Ibi Tramo: Ibi - Barranco de la Batalla | 10,9                                | 2001 |
| A-7           | Variante de Barranco de la Batalla Tramo: Barranco de la Batalla - Alcoy Sur | 4,5                                 | 2011 |
| A-7           | Variante de Alcoy Tramo: Alcoy Sur - Concentaina | 8,1                                 | 2009 |
| A-7           | Cocentaina (Alcoy Norte) - Muro de Alcoy | 11,6                                | 2010 |
| A-7           | Muro de Alcoy - Albaida | 7,2                                 | 2010 |
| A-7           | Albaida - Agullent | 4                                   | 1995 |
| A-7           | Agullent - Ayelo de Malferit Sur | 4                                   | 2000 |
| A-7           | Variante de Ayelo de Malferit Tramo: Ayelo de Malferit Sur - Ayelo de Malferit Norte | 4,6                                 | 1997 |
| A-7           | Ayelo de Malferit Norte - Canals A-35 | 13                                  | 2002 |
| A-7           | Canals A-35 - Alcudia de Carlet Sur | 19,1                                | 1997 |
| A-7           | Variante de Alcudia de Carlet Tramo: Alcudia de Carlet Sur - Alcudia de Carlet Norte | 4,1                                 | 1990 |
| A-7           | Alcudia de Carlet Norte - Silla | 16,7                                | 1997 |
| E-15 A-7 AP-7 | By-pass de Valencia (ramal Suroeste) Tramo: Silla - Polígono industrial del Oliveral A-3 | 18,2                                | 1992 |
| E-15 A-7 AP-7 | By-pass de Valencia (ramal Noroeste) Tramo: polígono industrial del Oliveral A-3 - Sagunto | 28,6                                | 1990 |
| A-7           | Sagunto - Almenara Sur | 5                                   | 2007 |
| A-7           | Variante de Almenara Tramo: Almenara Sur - Almenara Norte | 6,5                                 | 2004 |
| A-7           | Variante de Vall de Uxo Tramo: Almenara Norte - Villavieja Sur | 4,7                                 | 1999 |
| A-7           | Variante de Villavieja Tramo: Villavieja Sur - Villavieja Norte | 7,8                                 | 2004 |
| CV-10         | Villavieja Norte - Bechí Sur | 4,9                                 | 2002 |
| CV-10         | Variante de Bechí Tramo: Bechí Sur - Bechí Norte | 2,1                                 | 1996 |
| CV-10         | Bechí Norte - Borriol Sur | 15,2                                | 2003 |
| CV-10         | Variante de Borriol Tramo: Borriol Sur - Borriol Norte | 2,1                                 | 1999 |
| CV-10         | Borriol Norte - Puebla-Tornesa | 9,3                                 | 2003 |
| CV-10         | Puebla-Tornesa - Cabanes | 8                                   | 2010 |
| CV-10         | Cabanes - Villanueva de Alcolea | 5                                   | 2010 |
|               | Villanueva de Alcolea - Cuevas de Vinromá | 14,2                                | Proyecto terminado (aprobada definitiva información pública) (pendiente licitación de obras)                                                                                            |
|               | Cuevas de Vinromá - Salsadella | 15,9                                | Proyecto terminado (aprobada definitiva información pública) (pendiente licitación de obras)                                                                                            |
|               | Salsadella - La Jana (Traiguera) | 17,5                                | Proyecto terminado (aprobada definitiva información pública) (pendiente licitación de obras)                                                                                            |
|               | La Jana (Traiguera) - Perelló | 62,9                                | Estudio informativo terminado (DIA aprobada) (pendiente licitación de proyecto) |
|               | Perelló - Vandellós | 13,9                                | Estudio informativo terminado (DIA aprobada) (pendiente licitación de proyecto) |
| A-7           | Vandellós - Hospitalet del Infante Tramo provisional Tramo completo | 9 9                                 | 2009 2012 |
| A-7           | Hospitalet del Infante - Montroig | 9                                   | 2009 |
| A-7           | Montroig - Cambrils | 4,9                                 | 2008 |
| A-7           | Cambrils - Vilaseca Oeste | 9,1                                 | 2008 |
| A-7           | Variante de Vilaseca Tramo: Vilaseca Oeste - Vilaseca Este Tramo: Vilaseca Este - Tarragona Oeste | 3,6 4,8                             | 1997 2003 |
| A-7           | Segundo cinturón de Tarragona Tramo: Tarragona Oeste - Tarragona Este Tramo: Tarragona Este - La Mora (Altafulla) | 6 8,5                               | 1990 2009 |
|               | La Mora (Altafulla) - Ferran AP-7 | 2,2                                 | Estudio informativo terminado (pendiente nueva licitación de proyecto) |

## Recorrido
La A-7 discurre paralela a la costa mediterránea y se trata de la autovía más larga de España. Inicia su recorrido en Algeciras, pasa por poblaciones como Marbella, Málaga, Motril, Almería, Lorca, Murcia, Elche, Alicante, Alcoy, Valencia, Castellón, Tarragona y finaliza en Abrera donde se prolonga con la denominación de B-40. Gran parte de la misma está en servicio aunque la parte comprendida entre Castellón y Barcelona es la más atrasada. La parte comprendida entre Algeciras y Castellón está en su mayor parte construida, sin embargo los tramos Castellón–Hospitalet del Infante y Altafulla–Barcelona están sin terminar. El tramo Sagunto–Almenara se inauguró el 14 de marzo de 2007. La antigua CV-40 (tramos entre Alcoy (Alicante) y Játiva (Valencia)) fue transferida al Ministerio de Transportes, Movilidad y Agenda Urbana. Además, el tramo entre La Vilavella y La Jana (Castellón) son de titularidad de la Generalidad Valenciana, por lo que tienen denominación de carretera autonómica, CV-10 respectivamente.
Nótese que, aunque su nomenclatura se mantiene en todo su recorrido, hay tramos en los que no se cumplen los requisitos para ser considerados como autovía. Por ejemplo, los tramos con cruces de semáforos en Algeciras o los cruces con rotondas en el tramo Guadiaro-Estepona.
Nota: en los tramos marcados con la señal de autopista, su itinerario coincide con la AP-7 en sus tramos libres de peaje.

### Tramo Algeciras-Guadiaro

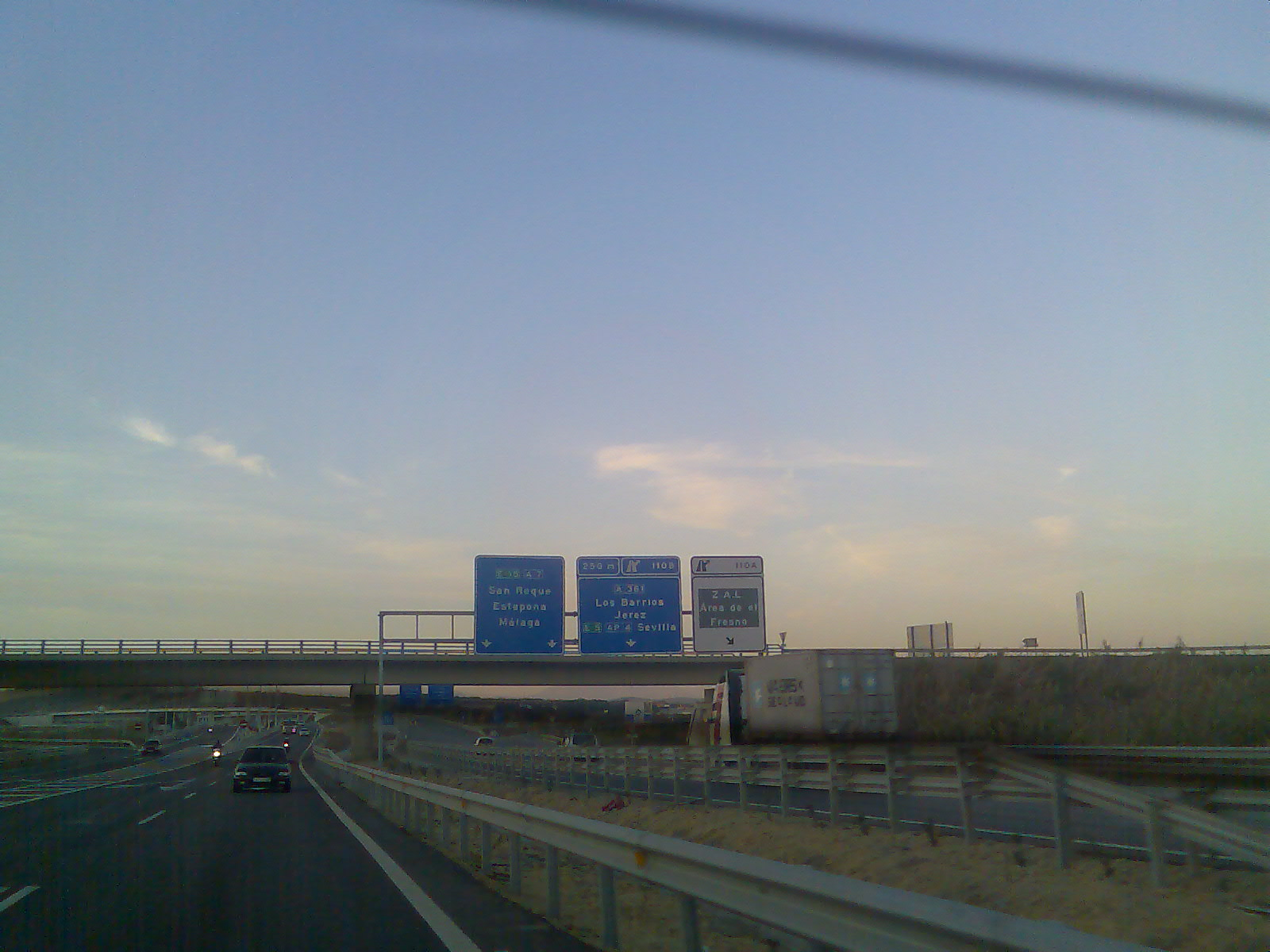
Enlace de la A-7 con la A-381, a las afueras de Algeciras.

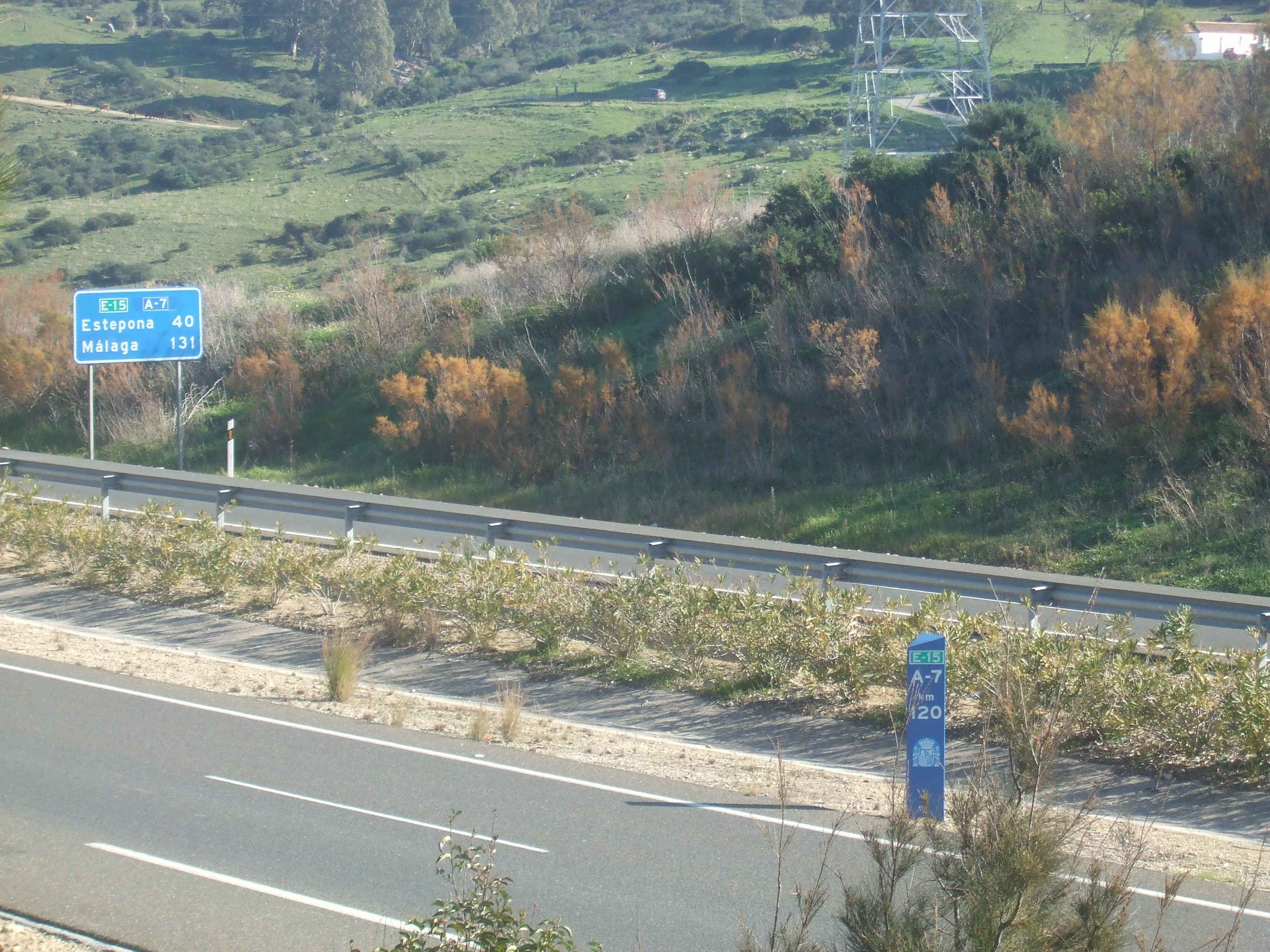
Kilómetro 120 de la A-7 al oeste de San Roque (Cádiz). El kilometraje de la A-7 está basado en el de la N-340, que empieza en Tres Caminos.

Este tramo está compuesto por tres subtramos. El primero es la variante de Algeciras, que circunvala la ciudad por el oeste. Aún tiene pendientes de resolver dos cruces de semáforos entre los kilómetros 107 y 108. En 2009 se eligió una solución para eliminar los cruces a nivel en la salida 108, en el enlace con la N-357. El actual túnel de doble sentido de la N-357 sería sólo de acceso al puerto y se construirían otros dos túneles, uno de salida del puerto, y otro para la A-7 en sentido Cádiz, bajo el cruce actual. En sentido Málaga se solventaría el cruce con un viaducto. En la salida 107 ya existe un puente sobre la A-7, por lo que bastaría con reordenar el enlace para eliminar los semáforos.
El siguiente tramo une Algeciras y San Roque, conectando todos los núcleos de población, polígonos industriales y centros comerciales situados al margen de la carretera. Fue inaugurado en 1990 y termina en el inicio de la autovía CA-34 que se dirige hacia La Línea de la Concepción. En 2006 fue duplicado el enlace con la A-381, dos años después de la conclusión de esta autovía, sustituyendo el cruce a nivel que existía en el antiguo enlace. Los dos cruces de semáforo y el paso de peatones en la entrada norte de Algeciras aún no se han eliminado. El último subtramo, de 15 kilómetros, discurre por el término municipal de San Roque uniendo la ciudad con las pedanías del Valle del Guadiaro. Entró en funcionamiento en 1997, con motivo de la Copa Ryder de golf celebrada en Sotogrande.
Actualmente se encuentra en fase de adjudicación de proyecto constructivo una variante de 17 kilómetros de longitud entre la A-381 y el San Roque Club. Existe un gran rechazo entre los ciudadanos de San Roque hacia la construcción de esta obra, debido a que en estudios iniciales se contemplaba un trazado que afectaría a la zona sur del Pinar de Rey. En 2008 se iniciaron varias manifestaciones contra este proyecto, convocadas por las plataformas ecologistas.
En el estudio informativo aprobado se propone un viaducto de 360 metros de largo y 6 metros de alto, por el cual pasaría la autovía sobre el río Alhaja, en las cercanías del acceso sur del Pinar. El 27 de diciembre de 2023, este estudio informativo quedó revocado de forma oficial por el nuevo estudio informativo de la Variante exterior de Algeciras.
| Velocidad | Esquema | Salida | Sentido Barcelona (descendente)                                                                                               | Sentido Cádiz (ascendente) | Carretera       | Notas                                                                                     |
| --------- | ------- | ------ | --- | --- | --------------- | ----------------------------------------------------------------------------------------- |
|           |         |        | San Roque 16 Málaga 136 Sevilla 188                                                                                           | Tarifa 18 Cádiz 115 | E-15 N-340      |                                                                                           |
|           |         | 103    | Algeciras sur Puerto (Acceso Sur) Estación de ferrocarril Estación de autobuses Hospital                                      | Algeciras sur Puerto (Acceso Sur) Hospital Bda. El Cobre                                                                      | N-350           | Posibles retenciones a partir del km 103 sentido Cádiz                                    |
|           |         | 104    | Parque de bomberos | |                 | Salida 104 en obras                                                                       |
|           |         |        | Ferrocarril Bobadilla-Algeciras                                                                                               | Ferrocarril Bobadilla-Algeciras                                                                                               |                 |                                                                                           |
|           |         | 105    | Algeciras (oeste) Av. Aguamarina                                                                                              | Algeciras (oeste) Av. Aguamarina                                                                                              |                 |                                                                                           |
|           |         | 106    | Algeciras (centro) Av. Virgen de la Palma Parque acuático                                                                     | Algeciras (centro) Av. Virgen de la Palma Estación de ferrocarril Estación de autobuses Parque acuático                       |                 |                                                                                           |
|           |         | 107A   | Algeciras (centro) Bda. San Bernabé Centro comercial                                                                          | Algeciras (centro) Bda. San Bernabé Centro comercial                                                                          |                 | Posibles retenciones a partir del km 106 sentido Málaga/Sevilla                           |
|           |         | 107B   | Algeciras (centro) Av. Virgen del Carmen                                                                                      | Algeciras (centro) Av. Virgen del Carmen                                                                                      | N-340a          |                                                                                           |
|           |         | 108A   | Algeciras Bda. San José Artesano Bda. La Granja Pol. Ind. La Menacha                                                          | Algeciras Bda. San José Artesano Bda. La Granja Pol. Ind. La Menacha                                                          |                 | Cruce a nivel                                                                             |
|           |         |        | Área de servicio | Área de servicio |                 | Paso de peatones a nivel                                                                  |
|           |         | 108B   | Algeciras Puerto (Acceso Norte) Bda. El Rinconcillo Bda. La Granja                                                            | Algeciras Puerto (Acceso Norte) Bda. El Rinconcillo Bda. La Granja                                                            |                 | Cruce a nivel                                                                             |
|           |         | 108C   | | Algeciras (norte) Puerto (Acceso Norte)                                                                                       | E-15 N-357      |                                                                                           |
|           |         |        | A-7 | N-340 |                 |                                                                                           |
|           |         | 109    | Algeciras Pol. Ind. La Menacha Estadio Nuevo Mirador                                                                          | Algeciras Pol. Ind. La Menacha Estadio Nuevo Mirador                                                                          |                 |                                                                                           |
|           |         |        | río Palmones | río Palmones |                 |                                                                                           |
|           |         | 110A   | Z.A.L. El Fresno | |                 |                                                                                           |
|           |         | 110B   | A-381 Los Barrios 4 Jerez 91 E-5 A-4 Sevilla 180                                                                              | A-381 Los Barrios 4 Jerez 91 E-5 A-4 Sevilla 180                                                                              | A-381           |                                                                                           |
|           |         |        | río Guadacorte | río Guadacorte |                 | Curvas peligrosas hasta el km. 119 sentido Málaga                                         |
|           |         |        | Área de Servicio Palmones | Área de Servicio Palmones |                 |                                                                                           |
|           |         | 111    | Palmones | |                 |                                                                                           |
|           |         | 112    | Palmones Pol. Ind. Palmones Urb. Los Álamos                                                                                   | Pol. Ind. Palmones Urb. Los Álamos Estación de Los Barrios                                                                    | C-440           | Posibles retenciones a partir del km 112 sentido Málaga                                   |
|           |         | 113A   | | Los Cortijillos |                 |                                                                                           |
|           |         | 113B   | Los Cortijillos Urb. Guadacorte Pol. Ind. Las Marismas zona comercial                                                         | Urb. Guadacorte Pol. Ind. Las Marismas zona comercial                                                                         |                 |                                                                                           |
|           |         |        | río Guadarranque | río Guadarranque |                 |                                                                                           |
|           |         | 115    | Taraguilla Estación de San Roque                                                                                              | |                 |                                                                                           |
|           |         | 115    | | Taraguilla Estación de San Roque                                                                                              |                 | Posibles retenciones a partir del km 115 sentido Algeciras                                |
|           |         | 116    | Miraflores Polígonos industriales Castellar de la Frontera 10 Jimena de la Frontera 31 Ronda 88 Conjunto arqueológico Carteia | Miraflores Polígonos industriales Castellar de la Frontera 10 Jimena de la Frontera 31 Ronda 88 Conjunto arqueológico Carteia | A-405           |                                                                                           |
|           |         |        | | Área de servicio Miraflores                                                                                                   |                 |                                                                                           |
|           |         |        | río Pino | río Pino |                 |                                                                                           |
|           |         | 117    | San Roque (oeste) Pinar del Rey Guadarranque                                                                                  | San Roque (oeste) Pinar del Rey Guadarranque                                                                                  | CA-9204 CA-9205 |                                                                                           |
|           |         | 118    | San Roque (sur) La Línea de la Concepción 5 Gibraltar 7                                                                       | Algeciras 13 Cádiz 131 Sevilla 190                                                                                            | CA-34           | Incorporación de gran cantidad de vehículos procedentes de la CA-34 en sentido Algeciras  |
|           |         | 119    | San Roque (este) | San Roque (este) La Línea de la Concepción 6 Gibraltar 8                                                                      | CA-34 N-340a    | Radar en pk 118,82 sentido Algeciras Curvas peligrosas hasta el km. 111 sentido Algeciras |
|           |         |        | arroyo de la Mujer | arroyo de la Mujer |                 |                                                                                           |
|           |         | 124    | La Línea de la Concepción 9 La Alcaidesa Área de servicio                                                                     | | A-383 N-340a    |                                                                                           |
|           |         |        | Área de servicio por salida 124                                                                                               | |                 |                                                                                           |
|           |         | 124    | | La Línea de la Concepción 7 La Alcaidesa                                                                                      | A-383 N-340a    |                                                                                           |
|           |         | 127    | San Roque Club Almenara - Valderrama                                                                                          | San Roque Club Almenara - Almenara - Valderrama                                                                               | N-340a          |                                                                                           |
|           |         |        | arroyo Guadalquitón | arroyo Guadalquitón |                 |                                                                                           |
|           |         | 130    | Sotogrande Guadiaro Pueblo Nuevo de Guadiaro Castellar de la Frontera 12                                                      | Sotogrande Guadiaro Pueblo Nuevo de Guadiaro Castellar de la Frontera 12                                                      | A-2100 N-340a   |                                                                                           |
|           |         | 132    | | Guadiaro Pueblo Nuevo de Guadiaro                                                                                             | A-2103 N-340a   |                                                                                           |
|           |         |        | río Guadiaro | río Guadiaro |                 |                                                                                           |
|           |         | 133    | Torreguadiaro San Enrique de Guadiaro San Martín del Tesorillo 6 Estepona - Málaga                                            | Torreguadiaro San Enrique de Guadiaro San Martín del Tesorillo 6                                                              | A-7 A-2102      |                                                                                           |
|           |         |        | Autopista del Mediterráneo Estepona 22 Málaga 105                                                                             | Autovía del Mediterráneo Algeciras 28 Cádiz 146                                                                               | E-15 AP-7       |                                                                                           |

### Tramo Guadiaro-Fuengirola

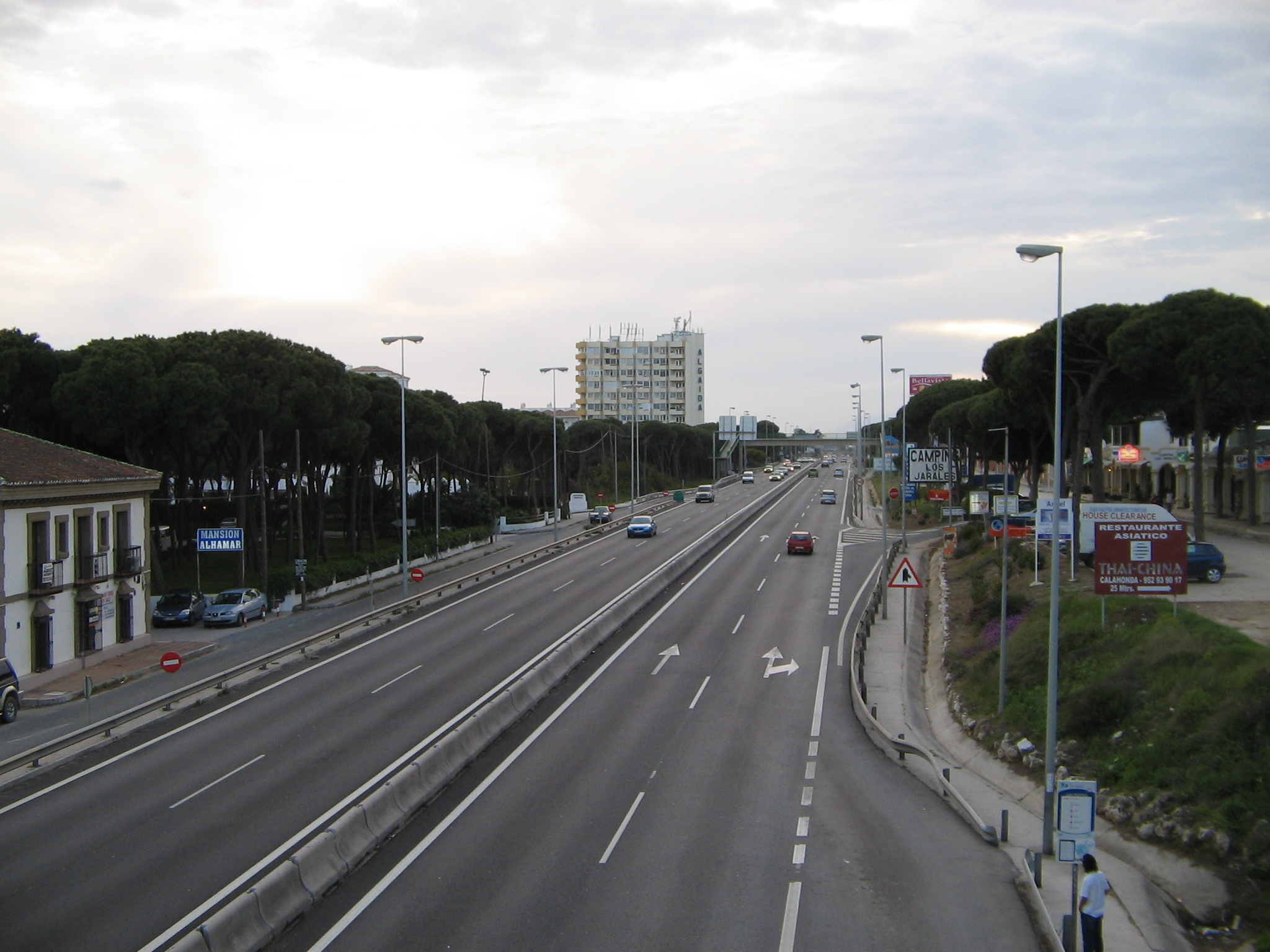
La A-7 en el término municipal de Mijas.

Este tramo se corresponde con el recorrido de la antigua N-340 a lo largo de la Costa del Sol Occidental, excepto en las variantes de Estepona y Marbella (que permiten evitar las travesías de estas ciudades) donde coincide con la AP-7. La autopista de peaje es la ruta alternativa de pago entre Guadiaro y Fuengirola.
Fue adaptada a características de autovía de Fuengirola a Marbella, y de San Pedro de Alcántara a Estepona a lo largo de los años 80. El tramo entre Marbella y San Pedro se mantuvo sin mediana y con cruces de semáforos hasta la inauguración del túnel bajo esta última localidad en 2012. 
Entre Estepona y Guadiaro se optó por una solución que no cumple las características de autovía, situando rotondas en lugar de salidas a distinto nivel.
En abril de 2015 finalizaron las obras de una nueva rotonda a la altura de Arroyo Vaquero, en la ubicación del futuro hospital público de Estepona. Este enlace fue previsto por el Ayuntamiento de Estepona pero el Ministerio de Fomento no la ejecutó al duplicar la carretera en el año 2002. La rotonda está decorada con cuatro estaturas de hormigas gigantescas.
Precaución: Las propiedades colindantes tienen accesos directos a la autovía, con lo que hay continuas incorporaciones a la calzada, además de las procedentes de otras vías. Las entradas y salidas existentes son muchas más de las mostradas en esta lista, que solo incluye las que posibilitan el cambio de sentido. Igualmente hay paradas de autobús en los arcenes de la autovía a lo largo de todo este tramo.
| Velocidad | Esquema | Salida     | Sentido Francia (descendente)                                            | Sentido Algeciras (ascendente)                                           | Carretera        | Notas                                                   |
| --------- | ------- | ---------- | ------------------------------------------------------------------------ | ------------------------------------------------------------------------ | ---------------- | ------------------------------------------------------- |
|           |         | 133        |                                                                          | San Enrique de Guadiaro El Secadero San Martín del Tesorillo             | A-2102           |                                                         |
|           |         | 133        | San Enrique de Guadiaro El Secadero San Martín del Tesorillo Málaga      | Málaga                                                                   | A-2102 E-15 AP-7 |                                                         |
|           |         |            |                                                                          | Estación de servicio Montilla                                            |                  |                                                         |
|           |         | 134        | Torreguadiaro Puerto de Sotogrande                                       | Torreguadiaro Puerto de Sotogrande                                       | N-340            |                                                         |
|           |         | 137        | Torreguadiaro                                                            | Torreguadiaro                                                            | N-340            |                                                         |
|           |         | 138        |                                                                          | San Diego                                                                |                  |                                                         |
|           |         |            | Provincia de Málaga                                                      | Provincia de Cádiz                                                       |                  |                                                         |
|           |         | 139        | Tubalitas                                                                | Tubalitas                                                                |                  |                                                         |
|           |         | 140        | Martagina Castillo de La Duquesa                                         | Martagina Castillo de La Duquesa                                         |                  |                                                         |
|           |         | 141        | Colonia Infantil de Sabinillas                                           | Colonia Infantil de Sabinillas                                           |                  |                                                         |
|           |         | 142        | La Duquesa                                                               | La Duquesa                                                               |                  |                                                         |
|           |         | 143        | Puerto de la Duquesa                                                     | Puerto de la Duquesa                                                     |                  |                                                         |
|           |         | 144        | San Luis de Sabinillas Manilva 2 Casares 16 Gaucín 29 Algeciras - Málaga | San Luis de Sabinillas Manilva 2 Casares 16 Gaucín 29 Algeciras - Málaga | A-377 E-15 AP-7  |                                                         |
|           |         | 145        | San Luis de Sabinillas                                                   | San Luis de Sabinillas                                                   |                  |                                                         |
|           |         | 146        | Marina Casares                                                           | Marina Casares                                                           |                  |                                                         |
|           |         | 147        | Casares 13                                                               | Casares 13                                                               | MA-8300          |                                                         |
|           |         | 148        | Buenas Noches                                                            | Buenas Noches                                                            |                  |                                                         |
|           |         | 149        | Bahía Dorada                                                             | Bahía Dorada                                                             |                  |                                                         |
|           |         | 150        | Bahía Dorada                                                             | Bahía Dorada                                                             |                  |                                                         |
|           |         |            | Arroyo Vaquero                                                           | Arroyo Vaquero                                                           |                  |                                                         |
|           |         | 151        | Golf Valle Romano                                                        | Golf Valle Romano                                                        |                  |                                                         |
|           |         | 152        | Estepona Av. de España                                                   | Estepona Av. de España                                                   | N-340            |                                                         |
|           |         | 153        | Autopista del Mediterráneo Marbella Málaga                               | Autovía del Mediterráneo Guadiaro 20 Algeciras 46                        | E-15 AP-7        | Sentido Málaga: Fusión de 4 carriles en 2               |
|           |         | 155        | Estepona Av. de Juan Carlos I                                            | Estepona Av. de Juan Carlos I                                            |                  |                                                         |
|           |         | 157        | Autovía del Mediterráneo Marbella 27 Málaga 81                           | Autopista del Mediterráneo Guadiaro Algeciras                            | E-15 AP-7        | Sentido Algeciras: Fusión de 4 carriles en 2            |
|           |         | 159        | Estepona Av. del Litoral                                                 | Estepona Av. del Litoral                                                 | N-340            |                                                         |
|           |         |            | Río Padrón                                                               | Río Padrón                                                               |                  |                                                         |
|           |         | 160        | Las Lomas Punta del Castor                                               | Las Lomas Punta del Castor                                               |                  |                                                         |
|           |         | 163        | El Velerín                                                               | El Velerín                                                               |                  |                                                         |
|           |         |            | Río Guadalmansa                                                          | Río Guadalmansa                                                          |                  |                                                         |
|           |         | 165        | Cancelada                                                                | Cancelada                                                                |                  |                                                         |
|           |         | 168        | Benahavís                                                                | Benahavís                                                                | A-7175           |                                                         |
|           |         |            | Río Guadalmina                                                           | Río Guadalmina                                                           |                  |                                                         |
|           |         | 170        | San Pedro de Alcántara (sur)                                             | San Pedro de Alcántara (sur)                                             |                  |                                                         |
|           |         |            | Túnel de San Pedro de Alcántara                                          | Túnel de San Pedro de Alcántara                                          |                  |                                                         |
|           |         | 172        | San Pedro de Alcántara (norte) Ronda 47 Algeciras - Málaga               | San Pedro de Alcántara (norte) Ronda 47 Algeciras - Málaga               | A-397 E-15 AP-7  |                                                         |
|           |         | 173        | Puerto Banús Nueva Andalucía                                             | Puerto Banús Nueva Andalucía                                             |                  |                                                         |
|           |         | 174A       | Puerto Banús Nueva Andalucía                                             | Puerto Banús Nueva Andalucía                                             |                  |                                                         |
|           |         | 174B       | Puerto Banús Nueva Andalucía Istán                                       | Puerto Banús Nueva Andalucía                                             |                  |                                                         |
|           |         | 175        | Marbella Urb. Villa Parra                                                | Marbella Urb. Villa Parra                                                | N-340a           |                                                         |
|           |         |            | Río Verde                                                                | Río Verde                                                                |                  | Radar en pk 175,8 sentido Málaga                        |
|           |         | 176        |                                                                          | Istán                                                                    |                  |                                                         |
|           |         |            | Túnel                                                                    | Túnel                                                                    |                  |                                                         |
|           |         | 181        | Autopista del Mediterráneo Fuengirola Málaga                             | Autovía del Mediterráneo Estepona 26 Algeciras 74                        | E-15 AP-7        |                                                         |
|           |         | 182 (179)  | Nagüeles                                                                 | Nagüeles                                                                 |                  |                                                         |
|           |         | 184 (181)  | Marbella Av. del Trapiche                                                | Marbella Av. del Trapiche                                                |                  |                                                         |
|           |         | 185 (182)  | Marbella Av. del Duque de Lerma Ojén - Monda - Coín Parque comercial     | Marbella Av. del Duque de Lerma Ojén - Monda - Coín Parque comercial     | A-355            |                                                         |
|           |         | 186 (183)  | Autovía del Mediterráneo Fuengirola 27 Málaga 55                         | Autopista del Mediterráneo Estepona Algeciras                            | E-15 AP-7        |                                                         |
|           |         | 184 (1045) | Marbella Av. Severo Ochoa Polígonos industriales                         | Marbella Av. Severo Ochoa Polígonos industriales                         | N-340a           |                                                         |
|           |         |            | Río Real                                                                 | Río Real                                                                 |                  |                                                         |
|           |         | 185 (1044) | Torre Real Incosol                                                       | Torre Real Incosol                                                       |                  |                                                         |
|           |         | 186 (1043) | Altos de Marbella Hospital Costa del Sol                                 | Altos de Marbella Hospital Costa del Sol                                 |                  |                                                         |
|           |         | 187 (1042) | Los Monteros Hospital Costa del Sol                                      | Los Monteros Hospital Costa del Sol                                      |                  |                                                         |
|           |         | 188 (1041) | El Rosario                                                               | El Rosario                                                               |                  |                                                         |
|           |         | 192 (1037) | Elviria                                                                  | Elviria                                                                  |                  |                                                         |
|           |         | 194 (1035) | Las Chapas                                                               | Las Chapas                                                               |                  |                                                         |
|           |         | 195 (1034) | Cabopino                                                                 | Cabopino                                                                 |                  |                                                         |
|           |         | 196 (1033) | Calahonda                                                                | Calahonda                                                                |                  |                                                         |
|           |         | 197 (1032) | Calahonda Autopista del Mediterráneo Algeciras - Málaga                  | Calahonda Autopista del Mediterráneo Algeciras - Málaga                  | E-15 AP-7        |                                                         |
|           |         | 198 (1031) | Riviera                                                                  | Riviera                                                                  |                  |                                                         |
|           |         |            | Arroyo de la Cala del Moral                                              | Arroyo de la Cala del Moral                                              |                  | Radar en pk 200,4 sentido Málaga                        |
|           |         | 201 (1028) | La Cala de Mijas                                                         | La Cala de Mijas                                                         |                  | Radar de tramo entre pk 200,1 y 205,3 en ambos sentidos |
|           |         | 205 (1024) | Faro de Mijas                                                            | Faro de Mijas                                                            |                  | Radar en pk 204,8 sentido Algeciras                     |
|           |         | 206 (1023) | Fuengirola Miramar                                                       | Fuengirola Miramar                                                       |                  |                                                         |
|           |         |            | Río Fuengirola                                                           | Río Fuengirola                                                           |                  |                                                         |
|           |         | 208 (1021) | Fuengirola                                                               | Fuengirola                                                               |                  |                                                         |
|           |         | 209 (1020) | Fuengirola Las Lagunas Parque acuático Coín                              | Fuengirola Las Lagunas Parque acuático Coín                              | A-7053           |                                                         |
|           |         | 210 (1019) | Fuengirola - Av. Clemente Díaz Mijas                                     | Fuengirola - Av. Clemente Díaz Mijas                                     | A-387            |                                                         |
|           |         |            | Arroyo del Real                                                          | Arroyo del Real                                                          |                  |                                                         |
|           |         | 211 (1018) | Fuengirola - Los Boliches Los Pacos - Benalmádena Costa                  | Fuengirola - Los Boliches                                                | N-340            |                                                         |
|           |         | 212 (1017) | Fuengirola Av. de las Salinas                                            | Fuengirola Av. de las Salinas                                            |                  |                                                         |
|           |         | 213 (1016) |                                                                          | Mijas Algeciras                                                          | E-15 AP-7        |                                                         |

### Tramo Benalmádena - Murcia

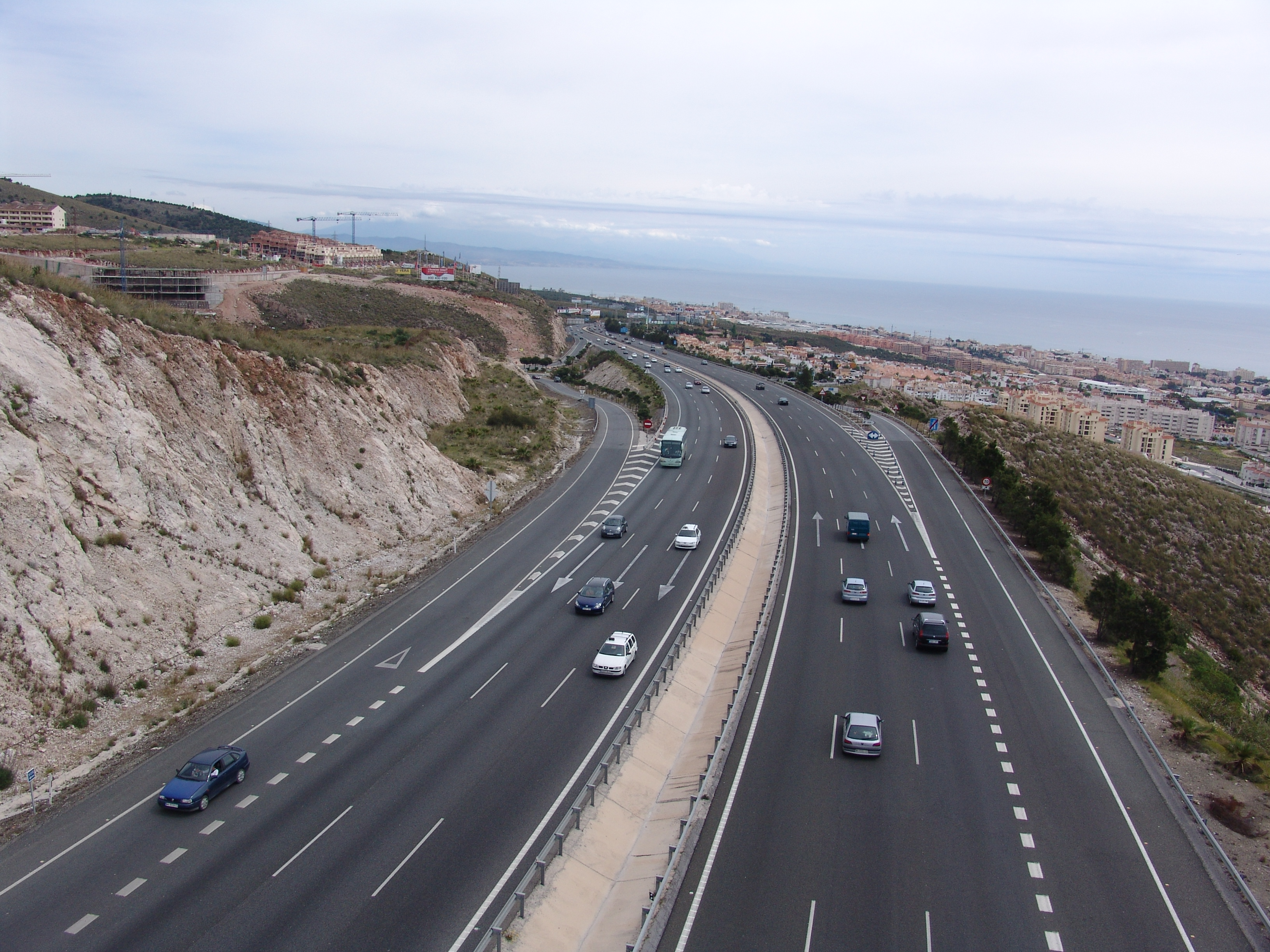
La A-7 a su paso por Benalmádena.

El primer tramo en ser inaugurado fue el Fuengirola-Torremolinos, en 1991. Al año siguiente fue completada la ronda oeste de Málaga, que durante 19 años fue parte de esta autovía. Hoy es conocida como MA-20. En 1994 fue inaugurada la ronda este de Málaga, hasta Rincón de la Victoria, iniciando su extensión hacia La Axarquía. No se abrió otro tramo hasta 1998, este fue de 26 km hasta Algarrobo. En 2000 la autovía llegó a Nerja, en 2007 a La Herradura, en 2009 llegó al este de Almuñécar. Y el 7 de octubre del año 2015, había inaugurado el último tramo de la provincia de Granada: Carchuna - Castell de Ferro, de este, había completo toda la autovía del Mediterráneo en el sur peninsular.

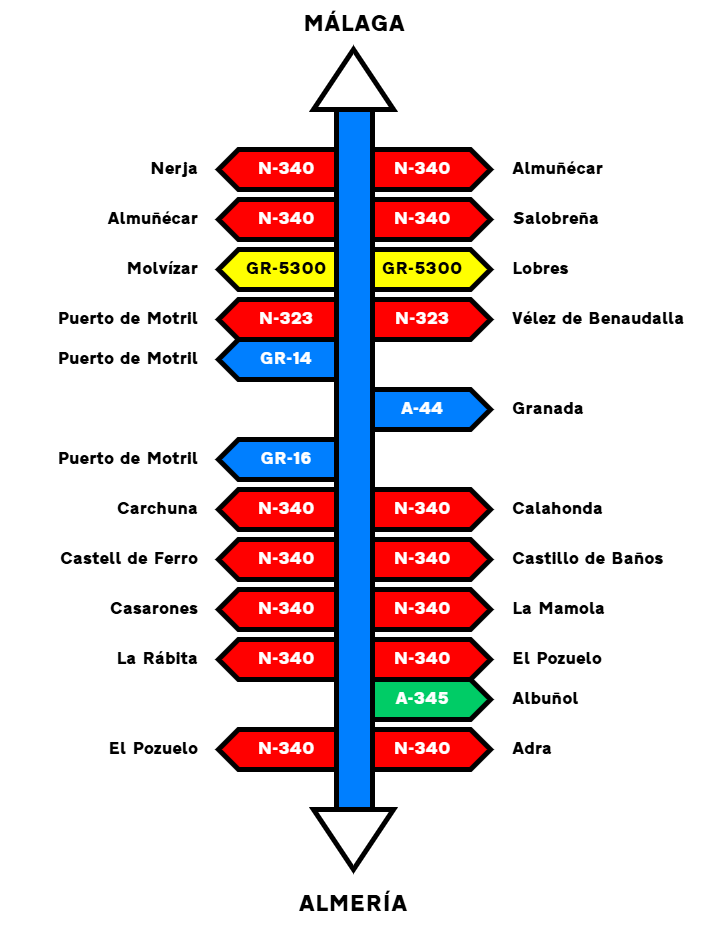
Itinerario de la A-7 en la provincia de Granada.

En 2011 se inauguró la Hiperronda de Málaga, tramo de esta autovía entre Torremolinos y el Puerto de la Torre de la capital malagueña, y alternativa exterior a la ronda oeste.
| Velocidad | Esquema | Salida            | Sentido Francia (descendente)                                                   | Sentido Algeciras (ascendente)                                                  | Carretera       | Notas                    |
| --------- | ------- | ----------------- | ------------------------------------------------------------------------------- | ------------------------------------------------------------------------------- | --------------- | ------------------------ |
|           |         |                   | Málaga                                                                          | Autopista del Mediterráneo                                                      | E-15 AP-7       |                          |
|           |         | 214 (1015)        | Autopista del Mediterráneo Benalmádena 8 Málaga 26                              | Autovía del Mediteráneo Fuengirola 4 Algeciras 107                              | A-7             |                          |
|           |         |                   | Arroyo del Nacimiento                                                           | Arroyo del Nacimiento                                                           |                 |                          |
|           |         |                   | Arroyo de Fresos                                                                | Arroyo de Fresos                                                                |                 |                          |
|           |         | 1008              | Mijas Benalmádena                                                               | Mijas Benalmádena                                                               | A-368           |                          |
|           |         | 1003              | Benalmádena Arroyo de la Miel                                                   | Benalmádena Arroyo de la Miel                                                   |                 |                          |
|           |         |                   | Área de Servicio Arroyo de la Miel                                              | Área de Servicio Arroyo de la Miel                                              |                 |                          |
|           |         | 999               | Torremolinos MA-20 MA-21 Málaga (oeste) MA-23 Aeropuerto de Málaga              |                                                                                 | AP-7            |                          |
|           |         | 998               |                                                                                 | Torremolinos Palacio de Congresos                                               |                 |                          |
|           |         |                   | Túnel de Churriana                                                              | Túnel de Churriana                                                              |                 |                          |
|           |         | 995               | Churriana Alhaurín de la Torre - Coín                                           | Churriana Alhaurín de la Torre - Coín                                           | A-404           |                          |
|           |         |                   | Río Guadalhorce                                                                 | Río Guadalhorce                                                                 |                 |                          |
|           |         | 993               | Málaga Universidad de Málaga - Teatinos Parque Tecnológico de Andalucía Cártama | Málaga Universidad de Málaga - Teatinos Parque Tecnológico de Andalucía Cártama | A-357           |                          |
|           |         | 237 (992)         | Puerto de la Torre Almogía                                                      | Puerto de la Torre Almogía                                                      | A-7075          |                          |
|           |         |                   | Arroyo España                                                                   | Arroyo España                                                                   |                 |                          |
|           |         | 238 (991)         | Antequera Córdoba-Sevilla-Granada                                               | Antequera Córdoba-Sevilla-Granada                                               | AP-46           |                          |
|           |         |                   | Arroyo de la Salud                                                              | Arroyo de la Salud                                                              |                 |                          |
|           |         |                   | Arroyo de Teatinos                                                              | Arroyo de Teatinos                                                              |                 |                          |
|           |         |                   | Arroyo del Cuarto                                                               | Arroyo del Cuarto                                                               |                 |                          |
|           |         |                   | Arroyo de los Ángeles                                                           | Arroyo de los Ángeles                                                           |                 |                          |
|           |         | 240 (989)         | Málaga Ciudad Jardín                                                            |                                                                                 |                 |                          |
|           |         |                   |                                                                                 | Málaga (oeste) MA-23 Aeropuerto de Málaga                                       | MA-20           |                          |
|           |         |                   | Río Guadalmedina                                                                | Río Guadalmedina                                                                |                 |                          |
|           |         | 241 (988)         | Antequera Córdoba Sevilla - Granada                                             | Antequera Córdoba Sevilla - Granada                                             | A-45            |                          |
|           |         |                   | Túnel de San José                                                               | Túnel de San José                                                               |                 | Visibilidad muy reducida |
|           |         | 242 (987)         |                                                                                 | Málaga Ciudad Jardín Calle Pedro Miguel Carbonell                               |                 |                          |
|           |         | 243 (986)         |                                                                                 | Málaga Ciudad Jardín Av. Guerrero Strachan                                      | A-7000          |                          |
|           |         | 244 (985)         | Málaga Pasaje de las Espuelas                                                   | Málaga Pasaje de las Espuelas                                                   | A-7000          |                          |
|           |         |                   | Túnel de Cerrado de Calderón                                                    | Túnel de Cerrado de Calderón                                                    |                 |                          |
|           |         | 245 (984)         | La Biznaga                                                                      | La Biznaga                                                                      |                 |                          |
|           |         |                   | Arroyo de Jaboneros                                                             | Arroyo de Jaboneros                                                             |                 |                          |
|           |         | 246 (983)         | Málaga Av. de San Isidro                                                        | Málaga Av. de San Isidro                                                        |                 |                          |
|           |         | 246b (983b)       | La Araña                                                                        |                                                                                 | MA-24           |                          |
|           |         |                   | Arroyo del Gálica                                                               | Arroyo del Gálica                                                               |                 |                          |
|           |         |                   | Arroyo del Totalán                                                              | Arroyo del Totalán                                                              |                 |                          |
|           |         | 251 (978)         | La Cala del Moral La Araña                                                      | La Cala del Moral La Araña                                                      | MA-24           |                          |
|           |         | 254 (975)         | Rincón de la Victoria Benagalbón                                                | Rincón de la Victoria Benagalbón                                                | MA-3200         |                          |
|           |         | 258 (971)         | Rincón de la Victoria                                                           | Rincón de la Victoria                                                           | N-340           |                          |
|           |         | 265 (964)         | Iznate                                                                          | Iznate                                                                          | MA-3203         |                          |
|           |         |                   | Río Vélez                                                                       | Río Vélez                                                                       |                 |                          |
|           |         | 272 (957)         | Vélez-Málaga - Torre del Mar                                                    | Vélez-Málaga - Torre del Mar                                                    | A-356           |                          |
|           |         | 277 (952)         | Algarrobo                                                                       | Algarrobo                                                                       | A-7206          |                          |
|           |         |                   | Río Algarrobo                                                                   | Río Algarrobo                                                                   |                 |                          |
|           |         |                   | Túnel de Lagos 460m                                                             | Túnel de Lagos 450m                                                             |                 |                          |
|           |         | 285 (944)         | Torrox                                                                          | Torrox                                                                          | A-7207          |                          |
|           |         |                   | Túnel del Tablazo 175m                                                          | Túnel del Tablazo 151m                                                          |                 |                          |
|           |         |                   | Túnel de Torrox 1175m                                                           | Túnel de Torrox 1175m                                                           |                 |                          |
|           |         | 292 (937)         | Nerja - Frigiliana                                                              | Nerja - Frigiliana                                                              | MA-5105         |                          |
|           |         |                   | Río Chillar                                                                     | Río Chillar                                                                     |                 |                          |
|           |         |                   | Túnel Capistrano 1000m                                                          | Túnel Capistrano 1000m                                                          |                 |                          |
|           |         | 295 (934)         | Nerja este                                                                      | Nerja este                                                                      | N-340           |                          |
|           |         |                   | Túnel de Cerrosol 200m                                                          | Túnel de Cerrosol 200m                                                          |                 |                          |
|           |         |                   | Túnel de Pino 400m                                                              | Túnel de Pino 400m                                                              |                 |                          |
|           |         |                   | Provincia de Granada                                                            | Provincia de Málaga                                                             |                 |                          |
|           |         |                   | Túnel del Marchante 1400m                                                       | Túnel de Marchante 1400m                                                        |                 |                          |
|           |         | 305 (924)         | costa Almuñécar (oeste) La Herradura                                            | costa Almuñécar (oeste) La Herradura                                            | N-340           |                          |
|           |         |                   | Túnel de Cantalobos 2145m                                                       | Túnel de Cantalobos 2170m                                                       |                 |                          |
|           |         |                   | Túnel de Calaceite 410m                                                         | Túnel de Calaceite 410m                                                         |                 |                          |
|           |         |                   | Túnel del Gato 275m                                                             | Túnel del Gato 270m                                                             |                 |                          |
|           |         | 314 (915)         | costa Salobreña Almuñécar (este)                                                | costa Almuñécar (este)                                                          | N-340           |                          |
|           |         |                   | Túnel de Ítrabo 2082m                                                           | Túnel de Ítrabo 2092m                                                           |                 |                          |
|           |         | 322 (907)         | Lobres Molvízar Puerto de Motril                                                | Lobres Molvízar                                                                 | GR-5300         |                          |
|           |         | 325 (904)         |                                                                                 | Salobreña Motril Vélez de Benaudalla Puerto de Motril                           | N-323 GR-14     |                          |
|           |         | 328/329 (901/900) | Vélez de Benaudalla Granada Jaén E-5 A-4 Madrid                                 | Vélez de Benaudalla Granada Jaén E-5 A-4 Madrid                                 | E-902 A-44      |                          |
|           |         | 336 (893)         | Motril Torrenueva Puerto de Motril                                              | Motril Torrenueva Puerto de Motril                                              | GR-16 N-340     |                          |
|           |         |                   | Túnel de Carchuna 540m                                                          | Túnel de Carchuna 550m                                                          |                 |                          |
|           |         |                   | Túnel de La Fuentecilla 580m                                                    | Túnel de La Fuentecilla 610m                                                    |                 |                          |
|           |         | 342 (887)         | costa Carchuna Calahonda                                                        | costa Carchuna Calahonda                                                        | N-340           |                          |
|           |         |                   | Túnel de Gualchos 339m                                                          | Túnel de Gualchos 250m                                                          |                 |                          |
|           |         | 354 (875)         | costa Castell de Ferro                                                          | costa Castell de Ferro                                                          | N-340           |                          |
|           |         |                   | Túnel del Madroño 535m                                                          | Túnel del Madroño 535m                                                          |                 |                          |
|           |         |                   | Túnel del Acebuchal 550m                                                        | Túnel del Acebuchal 550m                                                        |                 |                          |
|           |         | 359 (870)         | costa Castillo de Baños La Mamola                                               | costa Castillo de Baños La Mamola                                               | N-340           |                          |
|           |         |                   | Túnel de la Guapa 500m                                                          | Túnel de la Guapa 500m                                                          |                 |                          |
|           |         |                   | Túnel de Ramoncillos 700m                                                       | Túnel de Ramoncillos 700m                                                       |                 |                          |
|           |         | 373 (856)         | costa La Rábita Albuñol                                                         | costa La Rábita Albuñol                                                         | N-340 A-345     |                          |
|           |         | 375 (854)         | Castillo de Huarea                                                              | Castillo de Huarea                                                              | N-340a          |                          |
|           |         |                   | Provincia de Almería                                                            | Provincia de Granada                                                            |                 |                          |
|           |         | 384 (845)         | Adra oeste - Guainos                                                            | Adra oeste - Guainos                                                            | N-340a          |                          |
|           |         | 389 (839)         | Adra este                                                                       | Adra este                                                                       |                 |                          |
|           |         | 391 (838)         | Berja - Las Alpujarras                                                          | Berja - Las Alpujarras                                                          | A-347           |                          |
|           |         | 398 (831)         | Balanegra                                                                       | Balanegra                                                                       |                 |                          |
|           |         | 400 (829)         | Balanegra - Balerma                                                             | Balanegra - Balerma                                                             | N-340a          |                          |
|           |         | 403 (826)         | Balerma                                                                         | Balerma                                                                         |                 |                          |
|           |         | 404 (825)         | Matagorda                                                                       | Matagorda                                                                       |                 |                          |
|           |         | 406 (823)         | El Ejido - Berja                                                                | El Ejido - Berja                                                                | A-358           |                          |
|           |         | 409 (820)         | El Ejido - Almerimar                                                            | El Ejido - Almerimar                                                            | A-389           |                          |
|           |         | 411 (818)         | El Ejido - La Mojonera                                                          | El Ejido - La Mojonera                                                          | A-358           |                          |
|           |         | 414 (815)         | El Ejido                                                                        | El Ejido                                                                        | N-340a          |                          |
|           |         | 420 (809)         | La Mojonera                                                                     | La Mojonera                                                                     | N-340a          |                          |
|           |         | 424 (805)         | Vícar                                                                           | Vícar                                                                           |                 |                          |
|           |         | 429 (800)         | Roquetas de Mar - Aguadulce Enix - Felix                                        | Roquetas de Mar - Aguadulce Enix - Felix                                        | A-391           |                          |
|           |         | 430 (799)         |                                                                                 | Aguadulce                                                                       |                 |                          |
|           |         |                   | Túnel de Aguadulce ; 600m                                                       | Túnel de Aguadulce ; 1100m                                                      |                 |                          |
|           |         | 438 (790)         | Almería - Puerto                                                                | Almería - Puerto                                                                | AL-14           |                          |
|           |         | 443 (786)         | Almería Avda Federico García Lorca                                              | Almería Avda Federico García Lorca                                              |                 |                          |
|           |         | 446 (783)         | Almería Carretera de Ronda                                                      | Almería Carretera de Ronda                                                      |                 |                          |
|           |         | 448 (781)         | Benahadux - Huércal de Almería                                                  | Benahadux - Huércal de Almería                                                  | N-340a          |                          |
|           |         |                   | Río Andarax                                                                     | Río Andarax                                                                     |                 |                          |
|           |         | 452 777           | Granada - Guadix Viator - Base Militar La Legión                                | Granada - Guadix Viator - Base Militar La Legión                                | A-92            |                          |
|           |         | 456 (773)         | La Cañada - Aeropuerto de Almería                                               | La Cañada - Aeropuerto de Almería                                               | N-347           |                          |
|           |         | 460 (768)         | El Alquián                                                                      | El Alquián                                                                      | N-349           |                          |
|           |         | 467 (762)         | N-344 Retamar - El Toyo AL-3115 Cabo de Gata                                    | N-344 Retamar - El Toyo AL-3115 Cabo de Gata                                    | N-344           |                          |
|           |         | 471 (758)         | San Isidro San José Parque natural de Cabo de Gata-Níjar                        | San Isidro San José Parque natural de Cabo de Gata-Níjar                        | AL-3112         |                          |
|           |         | 475 (754)         | El Viso                                                                         | El Viso                                                                         |                 |                          |
|           |         | 479 (750)         | Níjar - San Isidro                                                              | Níjar - San Isidro - San José                                                   | AL-3107 AL-3108 |                          |
|           |         | 481 (747)         | Níjar Lucainena de las Torres Campohermoso Las Negras                           | Níjar Lucainena de las Torres                                                   | AL-3106 AL-3107 |                          |
|           |         | 487 (742)         | Campohermoso - Las Negras                                                       | Campohermoso - Las Negras                                                       |                 |                          |
|           |         | 494 (735)         | Carboneras Parque natural de Cabo de Gata-Níjar                                 | Carboneras Parque natural de Cabo de Gata-Níjar                                 | N-341           |                          |
|           |         | 504 (725)         | Sorbas                                                                          | Sorbas                                                                          |                 |                          |
|           |         | 510 (718)         | La Herrería                                                                     | La Herrería                                                                     |                 |                          |
|           |         | 513 (715)         | Sorbas Tabernas                                                                 |                                                                                 | N-340a          |                          |
|           |         | 514 (714)         |                                                                                 | Sorbas Tabernas                                                                 | N-340a          |                          |
|           |         | 516 (712)         | Alfaix Sorbas                                                                   | Alfaix Sorbas                                                                   | N-340a          |                          |
|           |         | 520 (709)         | Los Gallardos Turre - Garrucha - Mojácar                                        | Los Gallardos Turre - Garrucha - Bédar                                          | A-370           |                          |
|           |         | 525 (704)         | Los Gallardos - Antas                                                           | Los Gallardos - Garrucha - Mojácar                                              | N-340 A-370     |                          |
|           |         | 529 (700)         | Vera                                                                            | Vera                                                                            | N-340           |                          |
|           |         | 534 (695)         |                                                                                 | Cartagena - Vera - Garrucha - Antas                                             | N-340 E-15 AP-7 |                          |
|           |         | 534A (695A)       | Cartagena                                                                       |                                                                                 | E-15 AP-7       |                          |
|           |         | 534B (695B)       | Vera - Garrucha - Antas                                                         |                                                                                 | N-340a          |                          |
|           |         | 537 (692)         | Cuevas de AlmanzoraPulpí                                                        | Antas - Cuevas de Almanzora                                                     | A-332           |                          |
|           |         | 544 (687)         | La Concepción                                                                   | La Concepción - Zurgena - Lubrín Baza                                           | AL-7106         |                          |
|           |         | 543 686           | Zurgena - Lubrín - Baza                                                         | La Concepción - Zurgena - Lubrín Baza                                           | A-334           |                          |
|           |         | 547 (682)         | Albox - Baza Olula del Río - Purchena                                           | Albox - Baza Olula del Río - Purchena                                           | A-334           |                          |
|           |         | 549 (679)         | Huércal-Overa sur                                                               | Huércal-Overa sur                                                               | N-340a          |                          |
|           |         | 553 (675)         | Huércal-Overa Santa María de Nieva                                              | Huércal-Overa Santa María de Nieva                                              | A-327           |                          |
|           |         | 559 (670)         | Huércal-Overa norte                                                             | Huércal-Overa norte                                                             | N-340a          |                          |
|           |         | 563 (666)         | Úrcal - Las Norias                                                              | Úrcal - Las Norias                                                              |                 |                          |
|           |         | 565 (664)         | Góñar                                                                           | Góñar                                                                           |                 |                          |
|           |         |                   | REGIÓN DE MURCIA                                                                | ANDALUCÍA Provincia de Almería                                                  |                 |                          |
|           |         | 574 655           | Puerto Lumbreras - Almendricos                                                  | Puerto Lumbreras - Almendricos                                                  |                 |                          |
|           |         | 578 651           | Granada - Vélez-Rubio                                                           | Granada - Vélez-Rubio                                                           | A-91            |                          |
|           |         | 580 649           | Puerto Lumbreras - Parador                                                      | Puerto Lumbreras - Parador                                                      |                 |                          |
|           |         | 582 646           |                                                                                 | Vía de Servicio                                                                 |                 |                          |
|           |         | 584 644           | Polígono industrial                                                             | Polígono industrial                                                             |                 |                          |
|           |         | 585 642           | La Torrecilla                                                                   | La Torrecilla                                                                   |                 |                          |
|           |         | 587 640           | Hospital R. Méndez                                                              | Hospital R. Méndez                                                              |                 |                          |
|           |         | 591 636           | Lorca - Águilas                                                                 | Lorca - Águilas                                                                 | RM-11           |                          |
|           |         |                   | Túnel de Lorca 600m                                                             | Túnel de Lorca 1000m                                                            |                 |                          |
|           |         | 595 633           | Lorca - Caravaca de la Cruz                                                     | Lorca - Caravaca de la Cruz                                                     | C-3211          |                          |
|           |         | 598 630           | Lorca-Águilas                                                                   |                                                                                 |                 |                          |
|           |         | 600 628           |                                                                                 | Lorca                                                                           |                 |                          |
|           |         | 605 623           | La Hoya                                                                         | La Hoya                                                                         |                 |                          |
|           |         | 607 622           |                                                                                 | La Hoya                                                                         |                 |                          |
|           |         | 609 618           | Lebor - Totana                                                                  |                                                                                 | N-340           |                          |
|           |         | 612 616           |                                                                                 | Totana - Lebor                                                                  | N-340           |                          |
|           |         | 617 611           | Totana - Sierra Espuña Aledo - Mazarrón                                         | Totana - Sierra Espuña Aledo - Mazarrón                                         | C-3215 RM-3     |                          |
|           |         | 620 609           | El Saladar                                                                      | El Saladar                                                                      |                 |                          |
|           |         |                   | Área de Descanso                                                                | Área de Descanso                                                                |                 |                          |
|           |         | 627 601           | Alhama de Murcia Pliego Fuente Álamo - Cartagena                                | Alhama de Murcia Pliego Fuente Álamo - Cartagena                                | RM-2            |                          |
|           |         | 631 598           | Alhama de Murcia - Sierra Espuña                                                | Alhama de Murcia - Sierra Espuña                                                |                 |                          |
|           |         | 633 596           |                                                                                 | Vía de Servicio                                                                 |                 |                          |
|           |         | 635 594           | Casas Nuevas - Librilla                                                         | Casas Nuevas - Librilla                                                         |                 |                          |

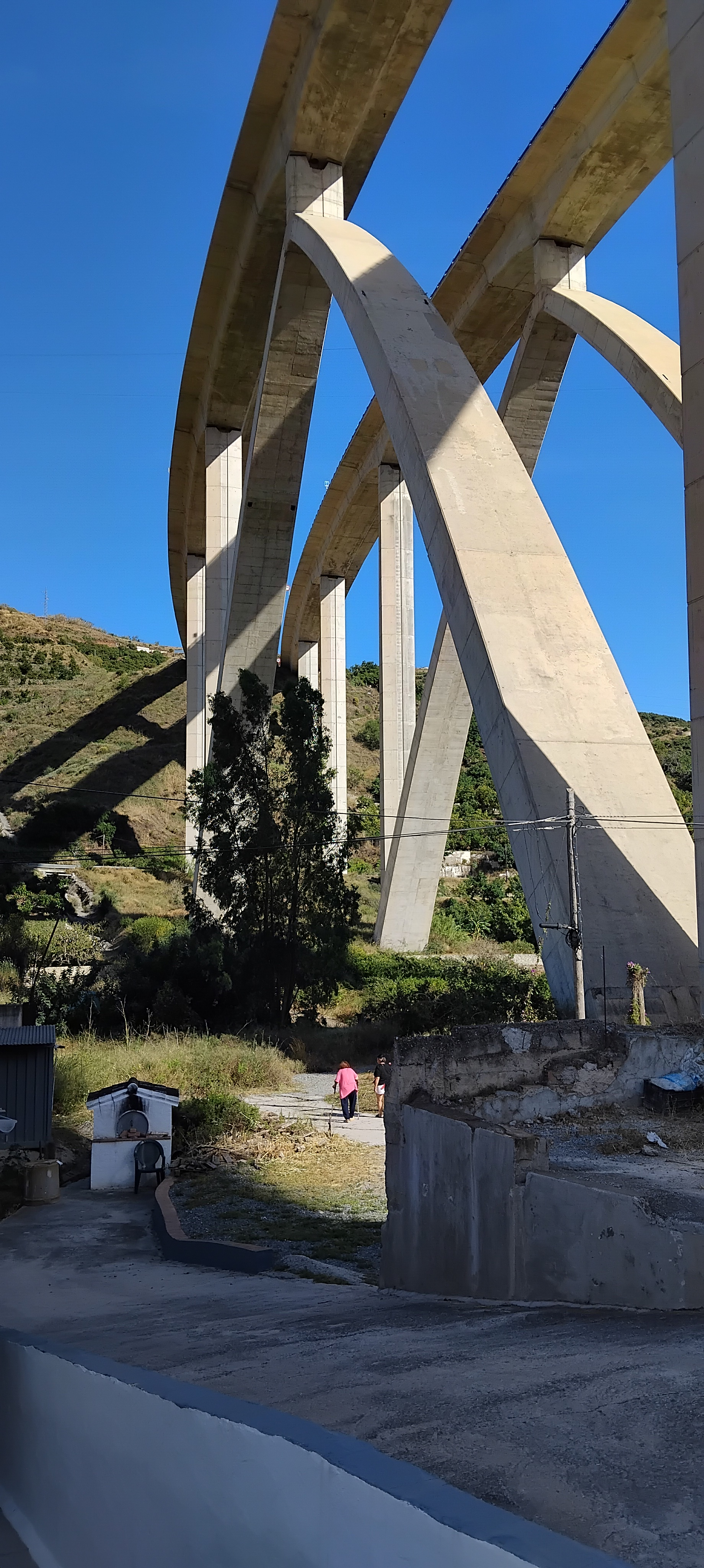
Viaducto para la A-7 cerca de Torrecuevas. Almuñecar. Junio 2025

|           |         | 638 591           | Fuente Librilla - Librilla                                                      | Fuente Librilla - Librilla                                                      |                 |                          |
|           |         | 639 590           | Vía de Servicio                                                                 | Vía de Servicio                                                                 |                 |                          |
|           |         | 641 588           | Vía de Servicio                                                                 | Vía de Servicio                                                                 |                 |                          |
|           |         | 642 587           | Vía de Servicio                                                                 | Vía de Servicio                                                                 |                 |                          |
|           |         | 644 585           | Vía de Servicio                                                                 | Vía de Servicio                                                                 |                 |                          |
|           |         | 645 583           | Alcantarilla - Sangonera la Seca                                                |                                                                                 |                 |                          |
|           |         | 647 581           | Sangonera la Seca                                                               | Sangonera la Seca                                                               |                 |                          |
|           |         | 651A 578B         | Alcantarilla Cartagena - El Palmar                                              | Alcantarilla Cartagena - El Palmar                                              | MU-30           |                          |
|           |         | 651B 578A         | Caravaca de la Cruz - Mula                                                      | Caravaca de la Cruz - Mula                                                      | RM-15           |                          |
|           |         | 654 575           | Las Torres de Cotillas - Javalí Nuevo                                           | Las Torres de Cotillas - Javalí Nuevo                                           | N-344           |                          |
|           |         | 658 571           | La Ñora - Guadalupe - Javalí Viejo Universidades                                | La Ñora - Guadalupe - Javalí Viejo Universidades                                |                 |                          |
|           |         | 659 570           | Murcia - Cartagena Albacete - Elche - Alicante                                  | Murcia - Cartagena Albacete - Elche - Alicante                                  | A-30            |                          |
|           |         |                   | Comienzo de la Autovía de Murcia                                                | Continuación de la Autovía del Mediterráneo                                     | A-30            |                          |

### Tramo Murcia - Alicante

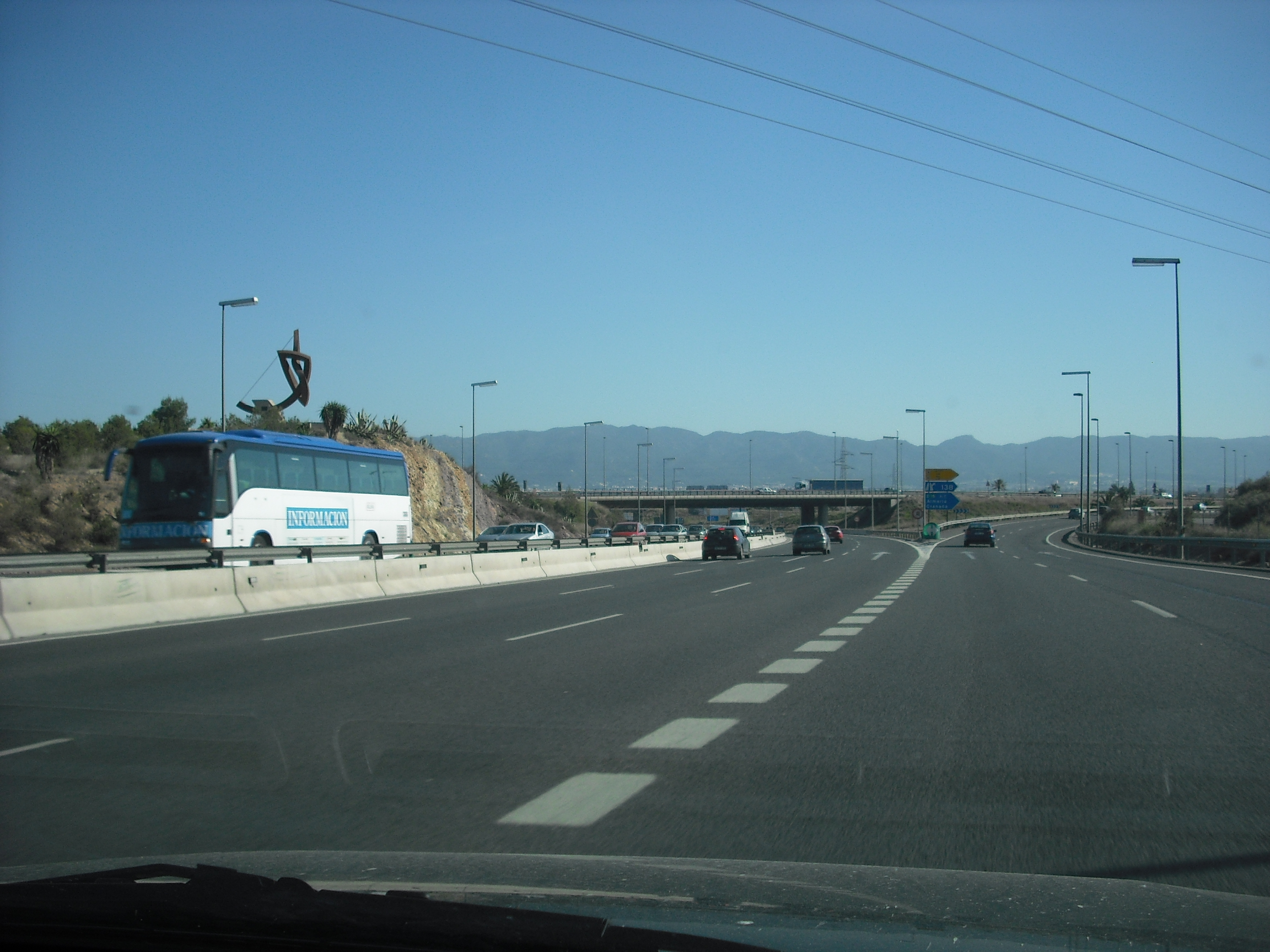
Autovía del Mediterráneo llegando a la ciudad de Murcia en el nudo de Guadalupe.

Este tramo fue inaugurado en 1990 y en realidad fue una continuación de la Autopista A-7 (ahora AP-7) que solo iba hasta ese momento de la Frontera francesa hasta Alicante, pero al ser gratuita no se le llegó nunca a decir autopista, aunque su trazado se construyó bajo esas características. Se puede apreciar por el kilometraje, que en ese tramo es decreciente, puesto que cuenta los kilómetros desde su enlace con la AP-7 en Alicante hasta Murcia (además desde el km 702 al 724 se corresponde con la AP-7 la única parte del tramo con tres carriles por sentido).
| Velocidad | Esquema | Carriles | Salida     | Sentido Francia (descendente)                                  | Sentido Algeciras (ascendente)                                 | Carriles | Carretera     | Notas |
| --------- | ------- | -------- | ---------- | -------------------------------------------------------------- | -------------------------------------------------------------- | -------- | ------------- | ----- |
|           |         |          |            | Autovía del Mediterráneo Elche 51 Alicante 74                  | Autovía de Murcia Cartagena 54                                 |          | A-30          |       |
|           |         |          | 764 568    | Campus de Espinardo Molina del Segura                          | Campus de Espinardo Molina del Segura                          |          | N-301         |       |
|           |         |          | 763A 567A  | Murcia Avda Juan de Borbón                                     | Murcia Avda Juan de Borbón                                     |          | A-30          |       |
|           |         |          | 763B 567B  | Albacete - Madrid                                              | Albacete - Madrid                                              |          | A-30          |       |
|           |         |          | 759 563    | Estadio Nueva Condomina Cabezo de Torres - Monteagudo - Churra | Estadio Nueva Condomina Cabezo de Torres - Monteagudo - Churra |          | A-4           |       |
|           |         |          | 755 559    | Fortuna - Yecla - Cobatillas                                   | Fortuna - Yecla - Cobatillas                                   |          | RM-423        |       |
|           |         |          | 752 555    | Santomera - Abanilla                                           | Santomera - Abanilla                                           |          | RM-414        |       |
|           |         |          | 750 553    | Área de Servicio de Santomera                                  | Área de Servicio de Santomera                                  |          |               |       |
|           |         |          |            | Provincia de Alicante COMUNIDAD VALENCIANA                     | REGIÓN DE MURCIA                                               |          |               |       |
|           |         |          | 741 545    | Orihuela - Benferri                                            | Orihuela - Benferri                                            |          | CV-870 CV-930 |       |
|           |         |          | 80 737 541 | Albatera - Redován                                             | Redován                                                        |          | N-340         |       |
|           |         |          | 735 538    | Granja - Cox - Callosa de Segura                               | Granja - Cox - Callosa de Segura                               |          | CV-900        |       |
|           |         |          | 78 731 535 | Albatera - San Isidro                                          | Albatera - San Isidro                                          |          | CV-909        |       |
|           |         |          | 77 725 529 | Catral - Torrevieja - Crevillente                              | Crevillente - Catral                                           |          | CV-904        |       |
|           |         |          | 724 528    |                                                                | Torrevieja - Cartagena                                         |          | AP-7 E-15     |       |
|           |         |          | 722 526    | Crevillente Estación FFCC                                      | Crevillente Estación FFCC                                      |          | CV-875        |       |
|           |         |          | 719 523    | Elche Estación AV                                              | Elche - Estación AV Crevillente                                |          | N-340         |       |
|           |         |          | 714 518    | Elche Avda de Novelda Aspe                                     | Elche Avda de Novelda Aspe                                     |          | CV-84         |       |
|           |         |          | 709 513    | Alicante                                                       | Elche Universidad Miguel Hernández Estadio Martínez Valero     |          | EL-20 A-70    |       |
|           |         |          | 706510     | Urbanizaciones                                                 |                                                                |          | CV-850        |       |
|           |         |          |            | Continuación de la Autopista del Mediterráneo                  | Continuación de la Autovía del Mediterráneo                    |          | AP-7 E-15     |       |

### Tramo Alicante - Valencia - Castellón - Villanueva de Alcolea/Benlloch

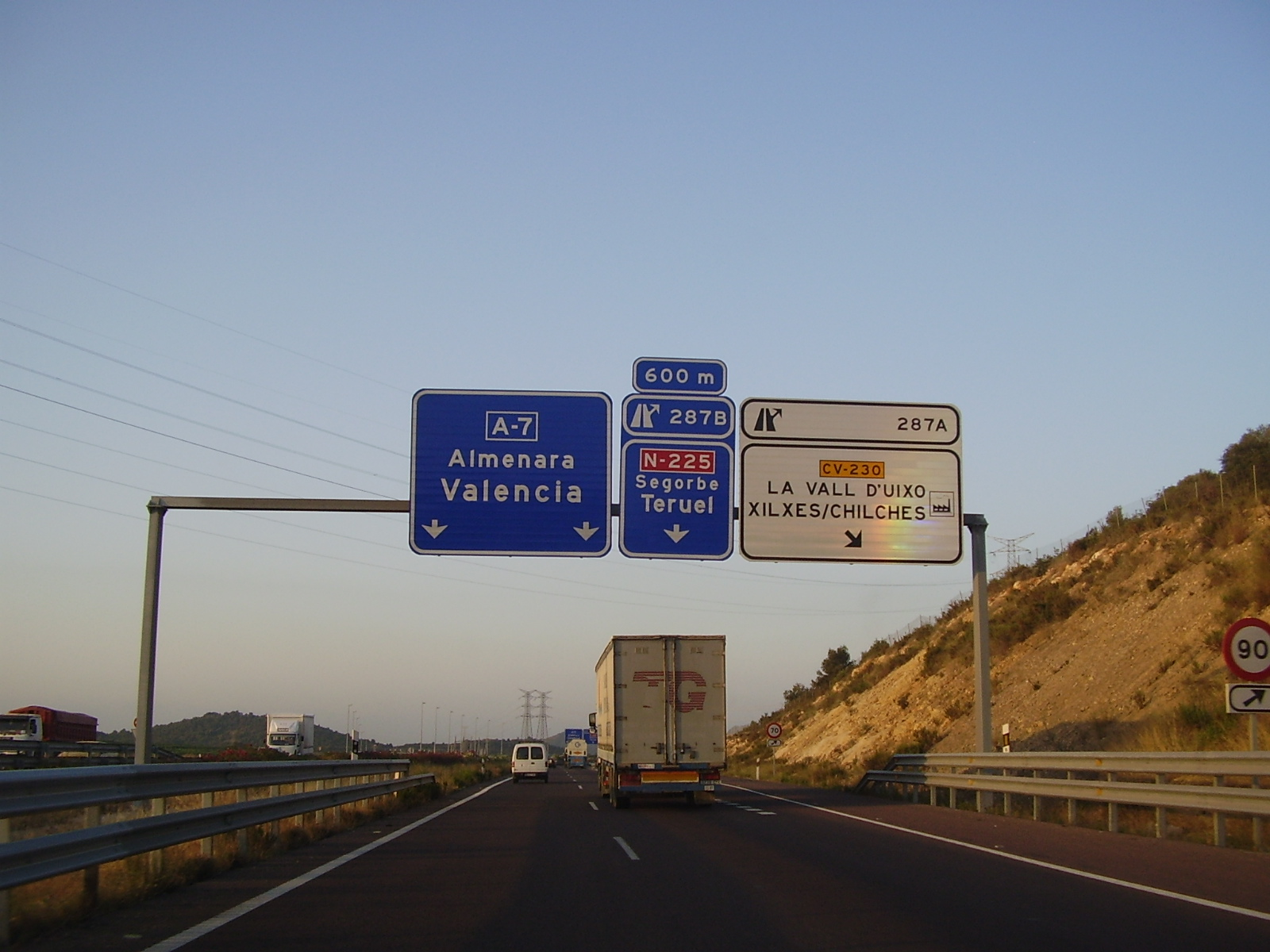
La autovía A-7 a su paso por Chilches, en Castellón.

| Velocidad | Esquema | Carriles | Salida †        | Sentido Francia (descendente)                                                                      | Sentido Algeciras (ascendente)                                         | Carriles | Carretera           | Notas                                               |
| --------- | ------- | -------- | --------------- | -------------------------------------------------------------------------------------------------- | ---------------------------------------------------------------------- | -------- | ------------------- | --------------------------------------------------- |
|           |         |          |                 | Continuación de la Autovía del Mediterráneo                                                        | Fin de la Autovía del Mediterráneo                                     |          | A-77                |                                                     |
|           |         |          | 492             | Benidorm - Valencia por la costa Elche - Murcia                                                    | Benidorm - Valencia por la costa Elche - Murcia                        |          | AP-7 E-15           |                                                     |
|           |         |          | 489             | El Moralet                                                                                         | El Moralet                                                             |          |                     |                                                     |
|           |         |          | 482             | Urbanización - Agost                                                                               | Urbanización - Agost                                                   |          | CV-827              |                                                     |
|           |         |          | 480             | Tibi                                                                                               | Tibi                                                                   |          | CV-805 CV-810       |                                                     |
|           |         |          | 471             | Castalla                                                                                           | Castalla                                                               |          | CV-815              |                                                     |
|           |         |          | 31 469/468      | Sax - Onil Albacete - Madrid                                                                       | Sax - Onil Albacete - Madrid                                           |          | CV-80 A-31          |                                                     |
|           |         |          | 34 464          | Ibi (oeste)                                                                                        | Ibi (oeste)                                                            |          | CV-805              |                                                     |
|           |         |          | 39/40 459       | Ibi (este)                                                                                         | Ibi (este)                                                             |          | CV-806              |                                                     |
|           |         |          | 45/46 453/452   | Jijona                                                                                             | Jijona                                                                 |          | CV-800 N-340        |                                                     |
|           |         |          | 49/50 449       | Alcoy sur - Universidad - Benilloba                                                                | Alcoy sur - Universidad - Benilloba                                    |          | N-340 CV-70         |                                                     |
|           |         |          | 55/56 443       | Cocentaina sur Alcoy norte                                                                         | Cocentaina sur Alcoy norte                                             |          | N-340               |                                                     |
|           |         |          | 56 442          | Cocentaina                                                                                         |                                                                        |          | N-340               |                                                     |
|           |         |          | 58 441          | | Cocentaina - Benilloba                                                 |          | CV-790              |                                                     |
|           |         |          | 62/63 436/435   | Muro de Alcoy (Este) Benimarfull Alquería de Aznar                                                 | Muro de Alcoy (Este) Benimarfull Alquería de Aznar                     |          | CV-700              |                                                     |
|           |         |          | 66/806 432/431  | Muro de Alcoy (Norte)                                                                              | Muro de Alcoy (Norte)                                                  |          | N-340               |                                                     |
|           |         |          |                 | Provincia de Valencia                                                                              | Provincia de Alicante                                                  |          |                     |                                                     |
|           |         |          | 808 429/430     | cambio de sentido vía de servicio                                                                  | cambio de sentido vía de servicio                                      |          |                     |                                                     |
|           |         |          | 813 425/424     | Albaida - Gandía - Adzaneta de Albaida                                                             | Albaida - Adzaneta de Albaida                                          |          | N-340 N-340a CV-615 |                                                     |
|           |         |          | 22 421          | | Benisoda                                                               |          | CV-666              |                                                     |
|           |         |          | 21 420          | Agullent                                                                                           | Agullent                                                               |          |                     |                                                     |
|           |         |          | 20 418          | Onteniente - Villena                                                                               | Onteniente - Villena                                                   |          | CV-81               |                                                     |
|           |         |          | 19 417          | | Onteniente - Camino Real de Gandía                                     |          |                     |                                                     |
|           |         |          | 17 415          | Onteniente                                                                                         | Onteniente                                                             |          | CV-650              |                                                     |
|           |         |          | 16 414          | Ayelo de Malferit - Bufali                                                                         |                                                                        |          | CV-641              |                                                     |
|           |         |          | 14 413          | Ayelo de Malferit - Mogente                                                                        | Ayelo de Malferit - Mogente                                            |          | CV-651              |                                                     |
|           |         |          | 11 410          | Gandía - Ollería control túnel                                                                     | Gandía - Ollería control túnel                                         |          | CV-60               |                                                     |
|           |         |          |                 | Túnel de Ollería                                                                                   | Túnel de Ollería                                                       |          |                     | Radar en pk 595,3 sentido Valencia                  |
|           |         |          | 6 405           | | vía de servicio                                                        |          |                     |                                                     |
|           |         |          | 3 402           | Játiva - Canals                                                                                    | Játiva - Canals                                                        |          | CV-597 CV-645       |                                                     |
|           |         |          | 1 400           | Cerdá - Rotglá y Corbera Alcudia de Crespins                                                       | Cerdá - Rotglá y Corbera Alcudia de Crespins                           |          |                     |                                                     |
|           |         |          | 846 640 399     | Albacete Murcia                                                                                    | Albacete                                                               |          | A-35                |                                                     |
|           |         |          | 849 643 396     | Rotglá y Corbera - Llanera de Ranes - Estubeny                                                     | Rotglá y Corbera - Llanera de Ranes - Estubeny                         |          | CV-590 CV-593       |                                                     |
|           |         |          | 850 645 395     | Játiva - Llosa de Ranes                                                                            | Játiva - Llosa de Ranes                                                |          | N-340               |                                                     |
|           |         |          |                 | Área de Descanso                                                                                   |                                                                        |          |                     |                                                     |
|           |         |          | 855 389         | Benegida Alcántara del Júcar Cárcer Villanueva de Castellón                                        | Benegida Alcántara del Júcar Cárcer Villanueva de Castellón            |          | CV-560              |                                                     |
|           |         |          | 857 386         | Gabarda - Antella                                                                                  | Gabarda - Antella                                                      |          | CV-557              |                                                     |
|           |         |          | 859 385         | Alberique                                                                                          |                                                                        |          |                     |                                                     |
|           |         |          | 861 383         | Alberique - Tous                                                                                   | Alberique - Tous                                                       |          | CV-541              |                                                     |
|           |         |          | 863 381         | Masalavés Alcira Puebla Larga                                                                      | Masalavés Alcira Puebla Larga                                          |          | CV-550              |                                                     |
|           |         |          |                 | Área de Servicio de Masalavés                                                                      | Área de Servicio de Masalavés                                          |          |                     |                                                     |
|           |         |          | 868B 376B       | | La Garrofera                                                           |          | CV-554              |                                                     |
|           |         |          | 868A 376A       | Montortal                                                                                          |                                                                        |          |                     |                                                     |
|           |         |          | 870 375         | La Alcudia                                                                                         | La Alcudia                                                             |          |                     |                                                     |
|           |         |          | 872 373         | Carlet Alcira - Guadasuar                                                                          | Carlet Alcira - Guadasuar                                              |          | CV-50               |                                                     |
|           |         |          | 873 372         | | La Alcudia                                                             |          |                     |                                                     |
|           |         |          | 875 369         | Vía de Servicio                                                                                    |                                                                        |          |                     |                                                     |
|           |         |          | 877 367         | Carlet                                                                                             | Carlet                                                                 |          | CV-524              |                                                     |
|           |         |          | 879 366         | Alginet - Algemesí                                                                                 | Alginet - Algemesí                                                     |          |                     |                                                     |
|           |         |          | 882 363         | Alginet Norte                                                                                      | Alginet Norte                                                          |          | CV-650              |                                                     |
|           |         |          | 883 361         | Benifayó - Alfarp Catadau - Llombay                                                                | Benifayó - Alfarp Catadau - Llombay                                    |          | CV-520              |                                                     |
|           |         |          | 886 358         | Centro Penitenciario                                                                               | Centro Penitenciario                                                   |          |                     |                                                     |
|           |         |          | 887 357         | Picasent                                                                                           | Picasent                                                               |          |                     |                                                     |
|           |         |          | 889 356         | Almusafes Factoría Ford                                                                            | Almusafes Factoría Ford                                                |          |                     |                                                     |
|           |         |          | 890 355         | Valencia Sur                                                                                       | Alicante por la costa                                                  |          | V-31 AP-7 E-15      |                                                     |
|           |         |          | 524 351         | Alcácer Picasent                                                                                   | Alcácer Picasent                                                       |          | CV-524              |                                                     |
|           |         |          | 517 344         | Torrente Monserrat                                                                                 | Torrente Monserrat                                                     |          | CV-405              |                                                     |
|           |         |          | 512/514 341/339 | Torrente Valencia - Calicanto                                                                      | Torrente Valencia - Calicanto                                          |          | CV-36               |                                                     |
|           |         |          | 509/508 336/335 | Valencia Madrid                                                                                    | Valencia Madrid                                                        |          | A-3 E-901           |                                                     |
|           |         |          | 504 331         | Manises Ribarroja del Turia                                                                        | Manises Ribarroja del Turia                                            |          | CV-370              |                                                     |
|           |         |          | 501 328/326     | Valencia suroeste Puerto de Valencia                                                               | Valencia suroeste Puerto de Valencia                                   |          | V-30                |                                                     |
|           |         |          | 497 324         | Valencia Ademuz                                                                                    | Valencia Ademuz                                                        |          | CV-35               |                                                     |
|           |         |          | 494 321         | Burjasot Bétera                                                                                    | Burjasot Bétera                                                        |          | CV-310              |                                                     |
|           |         |          | 488/486 315/313 | Masamagrell Náquera Moncada                                                                        | Masamagrell Náquera Moncada                                            |          | CV-32 CV-302        |                                                     |
|           |         |          | 484 311         | Puzol El Puig Rafelbuñol                                                                           | Puzol El Puig Rafelbuñol                                               |          | CV-301              |                                                     |
|           |         |          | 480 307         | | Sagunto Teruel                                                         |          | A-23                |                                                     |
|           |         |          | 51              | | Valencia norte Puzol                                                   |          | V-21                |                                                     |
|           |         |          |                 | Área de Servicio de Sagunto                                                                        | Área de Servicio de Sagunto                                            |          |                     |                                                     |
|           |         |          | 50              | | Sagunto Teruel - Zaragoza                                              |          | A-23                |                                                     |
|           |         |          | 298             | Castellón Barcelona                                                                                |                                                                        |          | AP-7 E-15           |                                                     |
|           |         |          | 297             | Sagunto Faura Canet de Berenguer                                                                   | Sagunto Faura Canet de Berenguer                                       |          | N-340 CV-320        |                                                     |
|           |         |          |                 | Provincia de Castellón                                                                             | Provincia de Valencia                                                  |          |                     |                                                     |
|           |         |          | 293             | Almenara                                                                                           | Almenara                                                               |          | N-340               |                                                     |
|           |         |          | 289             | Almenara                                                                                           | Almenara                                                               |          |                     |                                                     |
|           |         |          | 287B            | | Segorbe - Teruel                                                       |          | N-225               |                                                     |
|           |         |          | 287A            | Vall de Uxó - Chilches                                                                             | Vall de Uxó - Chilches                                                 |          | CV-224              |                                                     |
|           |         |          | 283             | Vall de Uxó - Moncófar                                                                             | Vall de Uxó - Moncófar                                                 |          | N-225               |                                                     |
|           |         |          | 282             | Vall de Uxó - Villavieja                                                                           | Vall de Uxó - Villavieja                                               |          | CV-224              |                                                     |
|           |         |          | 279             | Nules sur Valencia                                                                                 |                                                                        |          | N-340               |                                                     |
|           |         |          | 278             | Alquerías del Niño Perdido Villarreal                                                              |                                                                        |          | N-340               | 7'5t En Tránsito Alternativa por A-7, CV-10 y CV-13 |
|           |         |          | 277             | | Nules oeste La Vilavella este                                          |          | CV-231 N-340        |                                                     |
|           |         |          |                 | | Continuación de la Autovía del Mediterráneo                            |          | A-7                 |                                                     |
|           |         |          |                 | Comienzo de la Autovía de la Plana                                                                 | Fin de la Autovía de la Plana                                          |          | CV-10               |                                                     |
|           |         |          | 274             | Villavieja norte                                                                                   | Villavieja norte                                                       |          |                     |                                                     |
|           |         |          | 1               | Artana - Eslida                                                                                    | Artana - Eslida                                                        |          | CV-223              |                                                     |
|           |         |          | 4A              | Bechí sur                                                                                          | Bechí sur                                                              |          |                     |                                                     |
|           |         |          | 4B              | Bechí centro                                                                                       | Bechí centro                                                           |          | CV-222              |                                                     |
|           |         |          | 6               | Bechí norte                                                                                        | Bechí norte                                                            |          |                     |                                                     |
|           |         |          |                 | Posibles retenciones a la altura de la salida de la CV-20                                          |                                                                        |          |                     |                                                     |
|           |         |          | 7               | Onda Villarreal                                                                                    | Onda Villarreal                                                        |          | CV-20               |                                                     |
|           |         |          | 12              | Sitjar                                                                                             | Sitjar                                                                 |          | CV-21               |                                                     |
|           |         |          |                 | | Posibles retenciones a la altura de la salida de la CV-20              |          |                     |                                                     |
|           |         |          | 14              | E-15 AP-7 - N-340 Castellón sur CS-22 Grao - Puerto CV-189 Ribesalbes                              | E-15 AP-7 - N-340 Castellón sur CS-22 Grao - Puerto CV-189 Ribesalbes  |          | CV-17               |                                                     |
|           |         |          | 16              | Castellón centro Alcora                                                                            | Castellón centro Alcora                                                |          | CV-16               |                                                     |
|           |         |          | 18              | Castellón norte N-340 E-15 AP-7 Benicasim - Tarragona                                              | Castellón norte N-340 E-15 AP-7 Benicasim - Tarragona                  |          | CV-151              |                                                     |
|           |         |          | 21              | Borriol sur                                                                                        | Borriol sur                                                            |          |                     |                                                     |
|           |         |          | 23              | Borriol norte                                                                                      | Borriol norte                                                          |          |                     |                                                     |
|           |         |          | 30              | Puebla-Tornesa                                                                                     | Puebla-Tornesa                                                         |          |                     |                                                     |
|           |         |          | 33              | CV-1601 Puebla-Tornesa Vall de Alba - Villafranca del Cid- Villafamés                              | CV-1601 Puebla-Tornesa Vall de Alba - Villafranca del Cid - Villafamés |          | CV-15               |                                                     |
|           |         |          | 38              | Cabanes CV-159 Vall de Alba CV-148 Oropesa                                                         | Cabanes CV-159 Vall de Alba CV-148 Oropesa                             |          |                     |                                                     |
|           |         |          | 41              | Morella San Mateo-Benlloch                                                                         | Cabanes Morella San Mateo-Benlloch                                     |          | CV-10 N-232         |                                                     |
|           |         |          |                 | CV-13 aeropuerto Torreblanca N-340 AP-7 Barcelona                                                  | CV-13 aeropuerto Torreblanca N-340 AP-7 Barcelona                      |          | CV-13               |                                                     |
|           |         |          |                 | Fin de la Autovía de la Plana                                                                      | Comienzo de la Autovía de la Plana                                     |          | CV-10               |                                                     |
|           |         |          |                 | Autovía del Mediterráneo entre Villanueva de Alcolea/Benlloch y Hospitalet del Infante EN PROYECTO |                                                                        |          |                     |                                                     |

Notas:
† Las salidas entre Alicante y Muro de Alcoy, toman como inicio la A-77, con comienzo en Alicante. Las salidas de la A-7 (anteriormente CV-40) en el tramo entre Canals y Albaida, se inician en Canals. Las salidas de la CV-10 también tienen su propia numeración, pero no aparecen rotuladas. En todos los casos, las mencionadas vías serán transferidas al Ministerio de Fomento, por lo que se prevé su renumeración.

### Tramo Hospitalet del Infante - Altafulla
| Velocidad | Esquema | Carriles | Salida | Sentido Francia (ascendente)                                            | Sentido Algeciras (desscendente)                                    | Carriles | Carretera                   | Notas |
| --------- | ------- | -------- | ------ | ----------------------------------------------------------------------- | ------------------------------------------------------------------- | -------- | --------------------------- | ----- |
|           |         |          |        | Continuación de la Autovía del Mediterráneo                             | Fin de la Autovía del Mediterráneo                                  |          | N-340                       |       |
|           |         |          | 1123   |                                                                         | Hospitalet del Infante                                              |          | N-340                       |       |
|           |         |          | 1129   | Hospitalet del Infante Vandellós Mora de Ebro                           | Hospitalet del Infante Vandellós Mora de Ebro                       |          | E-15 AP-7 C-44              |       |
|           |         |          | 1131   | Miami Playa                                                             | Miami Playa                                                         |          |                             |       |
|           |         |          | 1138   | Montroig                                                                | Montroig                                                            |          | T-323 N-340                 |       |
|           |         |          | 1143   | Cambrils Montbrió de Tarragona                                          | Montbrió de Tarragona Cambrils oeste                                |          | T-312 E-15 AP-7             |       |
|           |         |          | 1146   | Reus Cambrils                                                           |                                                                     |          | TV-3141 N-340               |       |
|           |         |          | 1148   |                                                                         | Cambrils este Reus                                                  |          | TV-3141                     |       |
|           |         |          | 1151   | Vilaseca oeste Reus Salou Aeropuerto de Reus                            |                                                                     |          | C-14 E-15 AP-7              |       |
|           |         |          | 1152   | Port Aventura                                                           | Vilaseca oeste Reus Salou                                           |          | E-15 AP-7 C-14              |       |
|           |         |          | 1153   | Vilaseca centro La Pineda                                               | Vilaseca centro Port Aventura La Pineda                             |          | TV-3148                     |       |
|           |         |          | 1155/4 | Vilaseca este Tarragona Reus                                            | Reus Vilaseca este Tarragona                                        |          | T-315 N-340                 |       |
|           |         |          | 1156   | La Canonja                                                              | La Canonja                                                          |          | TV-3145                     |       |
|           |         |          | 1158   | Bonavista av. Barrios de Poniente                                       | Reus Aeropuerto de Reus av. Barrios de Poniente                     |          | T-11                        |       |
|           |         |          | 1160   | Puerto de Tarragona Valls - Lérida Constantí                            | Puerto de Tarragona Valls - Lérida Constantí                        |          | N-241 N-240 E-15 AP-7 T-721 |       |
|           |         |          | 1162/1 | Av. de Cataluña San Pedro y San Pablo Estación de Campo de Tarragona    | San Pedro y San Pablo Av. de Andorra Estación de Campo de Tarragona |          | N-240                       |       |
|           |         |          | 1163   | Cementerio Pº. Torroja                                                  | Cementerio C. Rovira y Virgilio                                     |          | TP-2031                     |       |
|           |         |          | 1164   | Tarragona centro Vía Augusta                                            | Tarragona centro Vía Augusta                                        |          | N-340 Carretera del Llorito |       |
|           |         |          | 1168   | Catllar                                                                 | Catllar                                                             |          | TP-2039                     |       |
|           |         |          |        | Altafulla Fin de la Autovía                                             | Continuación de la Autovía del Mediterráneo                         |          | N-340                       |       |
|           |         |          |        | Autovía del Mediterráneo entre Altafulla y Vallirana (B-24) EN PROYECTO |                                                                     |          |                             |       |